# Operation Gomorrha
Unter der Bezeichnung Operation Gomorrha (engl.: Operation Gomorrah) wurde die Luftschlacht um Hamburg im Rahmen der Combined Bomber Offensive geplant und nach der Luftschlacht um die Ruhr vom 24. Juli bis zum 3. August 1943 von britischen und erstmals gemeinsam mit amerikanischen Luftstreitkräften ausgeführt. Dabei verursachte der zweite Großangriff der Royal Air Force, in der Nacht vom 27. auf den 28. Juli 1943 als Flächenbombardement durchgeführt, begünstigt durch mehrere Faktoren, einen verheerenden Feuersturm ungekannten Ausmaßes. Den bis dahin schwersten Angriffen in der Geschichte des Luftkrieges fielen schätzungsweise 34.000 Menschen zum Opfer. Ein Großteil Hamburgs wurde zerstört, etwa 900.000 Einwohner flohen oder wurden evakuiert.
Der Name der Operation bezieht sich auf die biblische Geschichte von Sodom und Gomorrha, in der Gott beide Städte zur Strafe für ihre Sündhaftigkeit durch einen Regen aus „Schwefel und Feuer“ vernichtet. (Gen 19,24 )

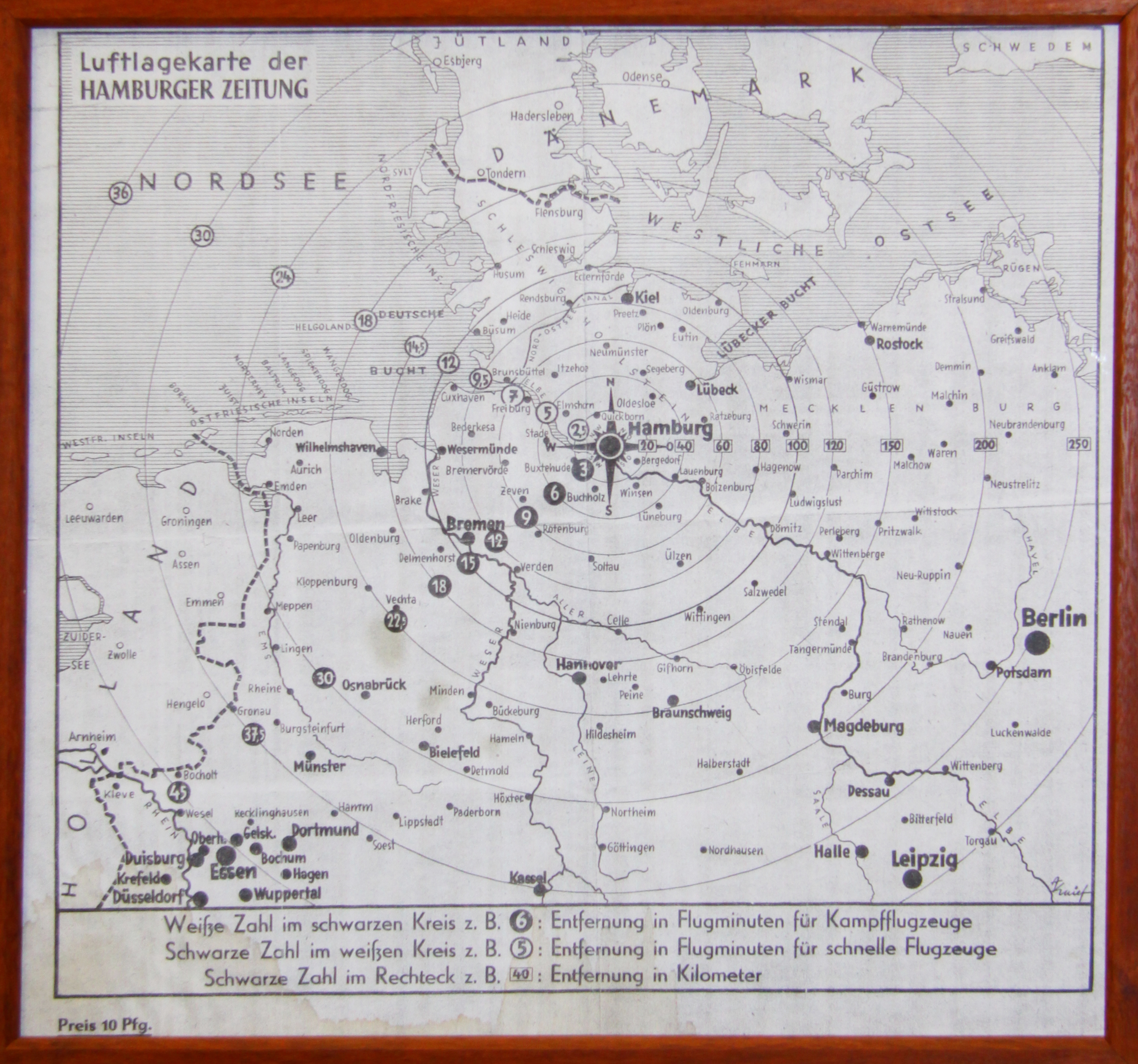
Luftlagekarte der Hamburger Zeitung, ausgestellt im Technikmuseum Stade

## Vorgeschichte
Nachdem im Juni 1941 die Wehrmacht die Sowjetunion angegriffen hatte, erhielt das britische Bomber Command den Auftrag ergänzend zu den bisherigen Zielen, also militärische Ziele, Rüstungsbetriebe und Verkehrsinfrastruktur, auch die deutsche „Moral“ zu zerstören. Der ehemalige Chef des Luftstabes der RAF, Lord Trenchard, hatte im Mai 1941 ein geheimes Memorandum verfasst, in welchem er die These darstellte, dass durch Bombardements in Deutschland eine niederschmetternde moralische Wirkung erreichbar sei, was bereits zu den Angriffen auf die Verkehrsinfrastruktur geführt hatte. Der geringe Erfolg der Angriffe auf die bisherigen Ziele ließ das Bomber Command im Winter 1941/42 eine Liste von 19 mittelgroßen und großen Städten erstellen, welche als besonders brandempfindlich galten und als Ziele für konzentrierte Brandbombenangriffe geeignet waren.
Am 14. Februar 1942 erhielt das RAF Bomber Command die General Directive No.5 (S.46368/111. D.C.A.S), welche als Area Bombing Directive bekannt geworden ist. Dies kam vom Air Ministry, einer britischen Behörde, welche unter der Führung eines Staatssekretärs für die Angelegenheiten der britische Luftstreitkräfte zuständig war. Ziel war die Fokussierung der Angriffe auf die Moral der zivilen Bevölkerung und insbesondere der Industriearbeiter, auch um einen Abnutzungskrieg gegen die deutsche Wirtschaft zu gewinnen.
Am 23. Februar 1942 wurde Air Marschall Arthur Harris zum Befehlshaber des britischen Bomber Commands berufen. Er war sich bewusst, dass Flächenbombardements während der ersten beiden Kriegsjahre viel effektiver gewesen waren, als gezielte Angriffe auf einzelne Objekte. Unter seiner Führung baute die Royal Air Force in den kommenden Monaten zunehmend die Fähigkeiten zu großen Luftangriffen mit vielen Flugzeugen aus. Anfang 1943 verfügte er nur über 483 Nachtbomber, von denen aber mittlerweile 70 Prozent viermotorig waren.
Die Ziele der Einsätze des Bomber Command änderten sich ab März 1942 und am 8. März wurde die Krupp-Stadt Essen angegriffen. In der Nacht des 29. März die militärisch und kriegswirtschaftlich unbedeutende Stadt Lübeck, die aber deshalb wenig verteidigt war und als geeignet für die Erprobung von Brandbomben auf Städte gesehen wurde. Der Luftkriegshistoriker Horst Boog sieht dies als den britischen Übergang zum regulären Terrorbombenkrieg an.
Grundlage für diese Überlegungen bildeten die Erkenntnisse seitens der Royal Air Force durch die Auswertung der deutschen Bomberoffensive „The Blitz“, bei der sich gezeigt hatte, dass die unpräzisen deutschen Angriffe immer dann besonderen Schaden verursacht hatten, wenn Brandbomben statt auf den eigentlich angegriffenen industriellen Ziele letztlich auf Wohngebieten landeten. Die Erkenntnis, dass die Moral der britischen Bevölkerung nicht gebrochen war, sondern das Gegenteil erreicht wurde, war ein weiteres Ergebnis.
Auf britischer Seite wurden das neue Instrument der vernichtenden Luftschläge gegen Deutschland auch als politisches Signal an die Sowjetunion verwendet. Stalin hatte immer wieder eine Zweite Front in Europa gefordert. Die Westalliierten wollten diesen Angriff mit Bodentruppen allerdings noch nicht einleiten und hatten als Kompromiss Luftangriffe auf deutsche Städte angeboten, doch lagen 1942 bei weitem nicht alle deutschen Städte in der Reichweite alliierter Bomberverbände. Hingegen gaben diese Einsätze die Möglichkeit, eine Theorie zu prüfen, die seit Ende des Ersten Weltkrieges immer wieder von der Führung der Royal Air Force vertreten wurde: den Gegner ohne Einsatz von Bodentruppen zur Aufgabe zu zwingen.
Das taktische Ziel, als „dehousing“ bezeichnet, bestand in der planmäßigen Vernichtung von Wohnraum in dicht bebauten Stadtzentren, um das deutsche Rüstungspotential zu verringern. Der erste große Test mit einer konzentrierten Bomberflotte gelang mit dem 1000-Bomber-Angriff auf Köln (Operation Millennium) in der Nacht zum 31. Mai 1942, bei dem etwa rund 13.000 Gebäude beschädigt und zerstört wurden und etwa 45.000 Menschen obdachlos wurden. Allerdings waren bei diesem Angriff nur etwa 470 Todesopfer und etwa 5.000 Verletzte zu beklagen. In den folgenden Monaten wurden immer wieder neue Munition und neue Verfahren getestet.

Nachtjagdzonen im Himmelbett-Verfahren 1941/42

Am 17. August 1942 erfolgte der erste Luftangriff der 8th US Air Force von England aus auf dem europäischen Kontinent. Ziel war der große Verschiebebahnhof von Rouen. Die schweren amerikanischen Bomber griffen in Tagesangriffen in den kommenden Monaten, anders als die Bomber der Royal Air Force, gezielt die Rüstungsindustrie, militärische Stützpunkte und die Infrastruktur in Frankreich, Belgien und Holland an.
Vom 5. März bis Ende Juli 1943 wurden fast alle größeren Städte des Rhein-Ruhr-Gebiets während der Schlacht um die Ruhr mit schweren Luftangriffen überzogen, die der Infrastruktur der Region erheblichen Schaden zufügten.
Im Sommer 1943 verfügte auf der deutschen Seite die Reichsluftverteidigung in Summe über rund 300 Jagdflugzeuge und ca. 450 Nachtjäger. Die deutsche Nachtjagd war radargestützt und führte innerhalb eines bestimmten Gebietes im Himmelbett-Verfahren immer nur einen Nachtjäger an ein einzelnes einfliegendes Flugzeug heran. Dies beschränkte die Möglichkeit, die immer größer werdenden alliierten Angriffsgruppen tatsächlich so stark zu treffen, dass die Luftangriffe aufgegeben hätten werden müssen. Ein 1943 in der Einführung befindliches neues Verfahren der deutschen Jagdflieger, die „Wilde Sau“ war riskant für die deutschen Jäger, die vor und über den Abwurfzonen auf Sichtkontakt in der Dunkelheit aus größerer Höhe die gegnerischen Flugzeuge beschossen und, wenn sie zu tief flogen, dabei teils auch in den Bereich des eigenen Flugabwehrfeuers kommen konnten.

## Hamburg
Die drittgrößte Stadt Deutschlands (nach Berlin und Wien) war von 1940 bis Ende 1942 mehr als 100 kleineren Bombenangriffen ausgesetzt. Sie galt mit ihrer Werft- und Flugzeugindustrie und der räumlichen Nähe zu den britischen Bomberstützpunkten als hochpriorisiertes Angriffsziel sowohl im britischen Luftfahrtministerium als auch im Ministerium für Wirtschaftskriegsführung. Im Mai 1942 war sie das Primärziel des geplanten ersten Tausend-Bomber-Angriffs (Operation Millennium). Wetterbedingt wurde dann aber das Ersatzziel Köln bombardiert. Nach Bombenangriffen ersuchte der Hamburger Gauleiter Karl Kaufmann schon im September 1941 – also noch vor dem Beginn der reichsweiten Deportationen – zur Linderung der Wohnungsnot der arischen Mitbürger, die Juden der Stadt ins Generalgouvernement deportieren zu dürfen. Am 3. März verfehlte ein schwerer Angriff durch falsche Markierung Hamburg und traf nur die schwach besiedelten Vororte Rissen und Wedel.
Die Stadt verfügte unter dem Oberbefehl von SS-Gruppenführer Graf von Bassewitz-Behr – wie man annahm – über eine der fortschrittlichsten und stärksten Luftschutzorganisationen des Reichs. Die Zivilverteidigung mit Polizei und Feuerwehr unterstand dem Polizeipräsidenten Hans Kehrl und war mit Hilfskräften und Hitlerjugend verstärkt. Die Zivilbevölkerung war mit Luftschutzwarten für jedes Büro, jede Fabrik und jeden Laden auf Luftangriffe vorbereitet. In der Stadt befand sich das Luftgaukommando XI unter General Ludwig Wolff. Um die Zielfindung aus der Luft zu erschweren, gab es Scheinanlagen vor der Stadt, Feuerstellungen zur Vortäuschung irreführender Zielmarkierungen, Anlagen zur Vernebelung und Vortäuschung von Großbränden. Die Binnenalster als markante Wegmarke und einzelne Zielobjekte wie Tanklager waren unter Tarnnetzen und Holzkonstruktionen versteckt worden (dies erwies sich während der Angriffe als verhängnisvoll, weil die hölzernen Stützpfähle wegen der Carbolineum-Beschichtung im auslaufenden Öl wie Zündschnüre wirkten und Löschkräfte auch unter zusammenbrechende Tarnnetze gerieten).
Im Mai 1943 teilte Harris in der streng geheimen Order Nr. 173 des Bomber Command seinen sechs Geschwaderkommandeuren mit, dass er Hamburg in einer mehrtägigen Schlacht mit der Unterstützung der amerikanischen Bomberflotte angreifen und zerstören wolle.

## Die Bombardierungen / Schlacht um Hamburg
Die Angriffsserie auf Hamburg wird als Schlacht um Hamburg (engl. „Battle of Hamburg“) bezeichnet, da man wie bei der zuvor stattgefundenen Schlacht um das Ruhrgebiet (engl. „Battle of the Ruhr“) vom 5. März bis zum 31. Juli 1943 die Erkenntnis zugrunde legte, dass ein großes Flächenziel wie eine einzelne Großstadt oder mehrere aneinandergrenzende Städte nur mit einer Serie von Luftangriffen nachhaltig zerstört werden konnte. Bei den Angriffen sollten die aus zahlreichen vorausgegangenen Angriffen angewandten und eingespielten Methoden verwendet werden. Es gab nur zwei bedeutende Neuerungen: Den Einsatz von „Windows“ (Staniolstreifen), um die deutsche Radartechnik auszuschalten, und die Kombination von amerikanischen Tag- und britischen Nachtangriffen (round the clock) auf ein Zielgebiet.
Die Wetteraufklärung führte zu Änderungen im Angriffsplan für die Nächte
- 23./24. Juli: Angriff auf Hamburg (Primärziel) und auch Bremen (Ausweichziel) abgesagt.
- 24./25. Juli: Angriff auf Hamburg (Primärziel) und auch Mönchengladbach (Ausweichziel) abgesagt.

### Ausgangslage
Die Hafenstadt Hamburg lag von Beginn des Krieges an innerhalb der Reichweite der alliierten Bomberverbände. Der erfolgreiche alliierte Luftangriff auf Lübeck hatte die Verwundbarkeit der deutschen Städte gezeigt. Einzig das Vertrauen auf eine massive Verteidigung mit Flugabwehrgeschützen und Jagdflugzeugen blieb der Bevölkerung in der Hansestadt.

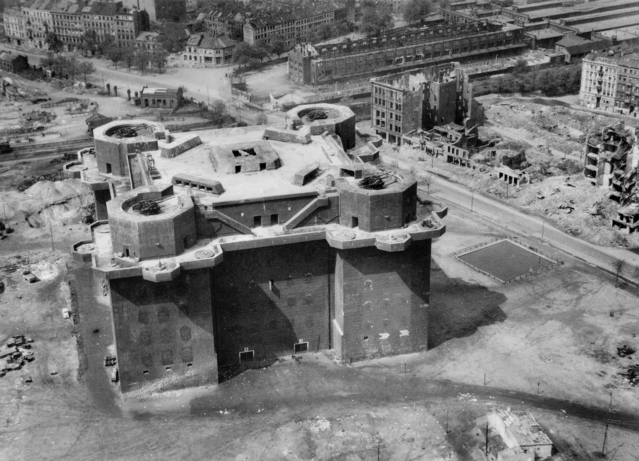
Flakturm IV in Hamburg-St. Pauli bei Kriegsende 1945

Während des Jahres 1942 und zu Beginn des Jahres 1943 hatte die RAF im Wettstreit mit der Luftwaffe bei der Funk- und Radartechnik zur Führung der eigenen Flugzeuge durch Kommandoaktionen und Geheimdienstoperationen die Oberhand gewonnen. Auch waren die deutschen Streitkräfte im Sommer 1943 bereits in die Defensive gezwungen.
Aus Angst davor, dass diese Technik von der deutschen Seite zur Blendung der britischen Radaranlagen verwendet werden könnte, hatte man bis zur Operation Gomorrha auf den Einsatz der Stanniolstreifen verzichtet. Tatsächlich hatte man auf deutscher Seite ein vergleichbares Verfahren entwickelt (Düppel) und aus den gleichen Gründen auf den Einsatz verzichtet.
Die Störung der deutschen Abwehr durch den erstmaligen Einsatz von mit Stanniolstreifen erzeugten "Windows" war bei der Operation Gomorrha Teil der erfolgreichen Vorbereitung und Durchführung der alliierten Luftangriffe. Die Führung der deutschen Nachtjäger, die Feuerleitung der schweren Flugabwehrgeschütze (Hamburger Flaktürme) und auch die Steuerung der Flakscheinwerfer wurden spürbar behindert.

### Luftangriffe vom 24. Juli bis zum 3. August 1943
Im Rahmen der Operation Gomorrha flog das RAF Bomber Command fünf Nachtangriffe als Flächenbombardements und die 8. US-Luftflotte zwei Tagesangriffe auf mehrere ausgesuchte Ziele.

#### Erster RAF-Großangriff 24./25. Juli
Am 24. Juli 1943 startete ein Bomberstrom von 792 RAF-Bombern, von denen 732 Hamburg erreichten und am 25. Juli während 50 Minuten in sechs Wellen angriffen. Durch den Abwurf der Stanniolstreifen (Windows) waren die radargestützte Flugabwehr in den Nachtjagdgebieten und die Flak weitgehend unwirksam. Zwölf Bomber gingen verloren, einer wurde bei einer Bruchlandung zerstört, 31 kehrten beschädigt zurück. Die deutschen Jagdflieger verloren zwei oder drei Maschinen. Geplanter Ziel- und Anfangspunkt der Bombardierung aus nordnordwestlicher Richtung (160 Grad) waren die St.-Nikolai-Kirche und das Rathaus, weil sie optisch und durch die in den Bombern verbauten H2S-Radarschirmen deutlich sichtbar wären. Durch den Kriecheffekt würden sich die Bombenabwürfe rückwärts Richtung Neustadt, Rotherbaum, Harvestehude, Eimsbüttel, Eppendorf und Lokstedt erstrecken. Das waren Wohnviertel ohne bedeutende Industrieanlagen. Durch Fehlwürfe der Pfadfinder wurden fünf Zielflächen markiert. Zwei lagen südlich der Elbe, so dass es zu Schäden im Hamburger Hafen kam und U-Boote auf den Werften beschädigt wurden. Die meisten Bombenabwürfe erfolgten dann westlich der Alster. Die Abwürfe drifteten aber schneller als angenommen nach hinten, so dass der Kriecheffekt schnell elf Kilometer betrug und damals kleinere Gemeinden mit Ackerland und Gehölzen getroffen wurden. In der Innenstadt, in Hoheluft, Eimsbüttel und Altona kam es zu ausgedehnten Flächenbränden. Der Zivilschutz wurde vom Ausmaß des Angriffs überwältigt und der Telefonausfall mit der am stärksten betroffenen Gruppe West führte zusätzlich dazu, dass Hilfe aus dem Umland und nicht betroffenen Stadtteilen zunächst zu den weniger betroffenen Gruppen Ost und Hafen gesandt wurde. In St. Pauli, Altona, Eimsbüttel und Hoheluft wüteten daher viele unbekämpfte Brände. Es wurden insgesamt 1346 Tonnen Spreng- und 938 Tonnen Brandbomben abgeworfen und nach Schätzung des Polizeipräsidenten gab es 1500 Tote, sowie sehr viel mehr Verletzte und viele tausende Obdachlose.
Noch in der Nacht wurden aus Lübeck, Kiel und Bremen Löschkräfte nach Hamburg befohlen und am Nachmittag rückten fünf FE-Einheiten aus Berlin aus. Obwohl es per Zeitungsaufruf verboten worden war, flohen Zehntausende aus der Stadt.

#### Erster USAAF-Angriff 25. Juli

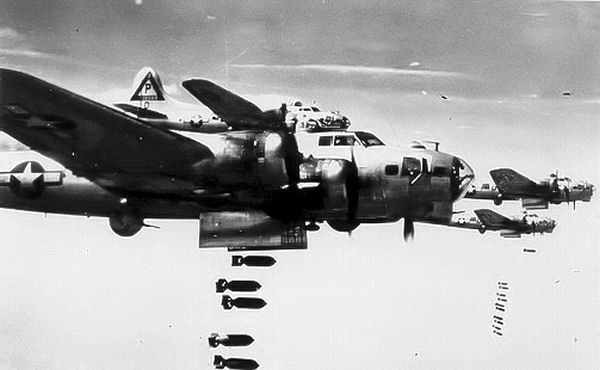
Amerikanische B-17 „Flying Fortress“ der 384th Bombardment Group beim Angriff

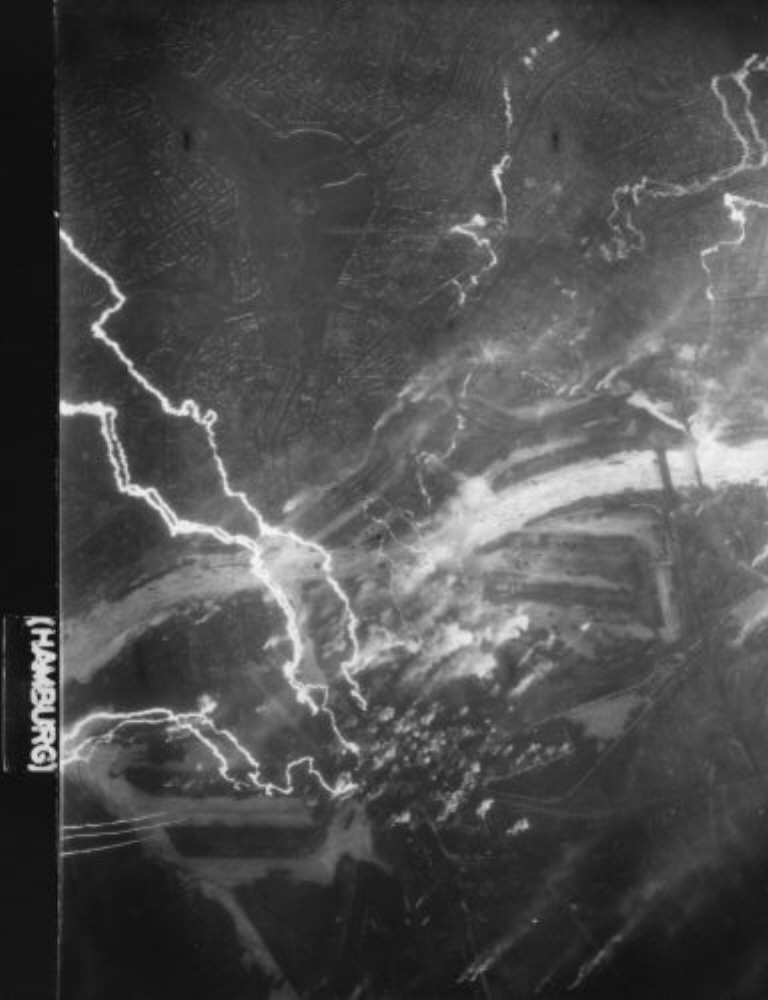
Industrieanlagen als bevorzugtes Ziel der USAAF

Das 8. US-Bomberkommando hatte für diesen Tag vier strategisch wichtige Ziele der Pointblank-Direktive als Ziel ausgewählt. Nach einem kombinierten Angriffsplan sollten die U-Boot-Werft Blohm + Voss und das Klöckner-Flugmotorenwerk in Hamburg sowie die U-Boot-Werft Deutsche Werke in Kiel und die Jagdflugzeugwerke von Focke-Wulf in Warnemünde angegriffen werden. Um beim Anflug die deutsche Tagjagd abzulenken, zogen eine amerikanische und eine britische leichte Bomberformation mit starkem Jagdschutz die Aufmerksamkeit auf sich und es kam zu einem Luftgefecht, bei dem zwei von vierundzwanzig von Schiphol gestartete Me 109 und sieben Spitfire abgeschossen wurden. Der Verband von B-17 Bombern, der Warnemünde angreifen sollte, startete 40 Minuten vor den anderen Bombergruppen und zog starke Jagdverbände von Leeuwarden, Jever, Helgoland und Husum auf sich. Die aufgestiegenen Jäger mussten nach einem vergeudeten Alarmflug erfolglos wieder landen, da der Bomberkurs schnell aus deren Reichweite führte. Neunundfünfzig B-17, die zur Ablenkung Kiel angreifen sollten, wurde in Sichtweite der deutschen Küste der Rückflug befohlen, weil es ihnen nicht gelungen war, eine Formation zu bilden. Die Bombergroups (BG) 94, 95, 96 und 100 konnten Kiel angreifen und erheblichen Schaden in den U-Boot-Werften der Howaldtswerke und der Deutschen Werft verursachen. Über Warnemünde warf die BG 385 wegen Wolkenbedeckung per Koppelnavigation blind und weitgehend wirkungslos Bomben ab. Die BG 388 griff als Gelegenheitsziel den Flugplatz Rerik an, wo erheblicher Schaden entstand.
90 Bomber (91st, 351st, 381st Bombardment Groups (BG) [= 1st Combat Bombardment Wing (Bomb Wing)], 303rd, 379th, 384th Bombardment Groups [= 41st Combat Bombardment Wing (Bomb Wing)]) warfen 186 Tonnen Bomben über dem Raum Hamburg ab. Wegen der vom vorausgehenden RAF-Nachtangriff noch immer starken Rauchentwicklung war der Zielanflug kaum möglich. Blom + Voss blieb weitgehend unbehelligt und die zu weit südlich abgeworfenen Bomben fielen ins angrenzende Hafengebiet, wo sie zwei große Schiffe zerstörten (Vaterland und General Artigas). Die Klöcknerwerke konnten nicht angegriffen werden und als Gelegenheitsziele wurden auffällige Gebäude in Wilhelmsburg angegriffen. Dabei wurde das große Kraftwerk Neuhof beschädigt und die Hansa-Mühle in Brand gesetzt. Die 381st Bombardment Group (BG) konnte ihre Bomben erst während des Rückflugs zur Nordsee über dem Gelegenheitsziel Heide (Holstein) abwerfen.
Auf dem Rückflug wurden fünfzehn der nach Hamburg gestarteten Bomber vom Typ B-17 abgeschossen. Die Kieler Gruppe verlor drei Maschinen und die Rerik-Gruppe eine. Von den deutschen Jagdflugzeugen wurden geschätzt vier zerstört und sieben beschädigt.

#### Essen und der Störangriff der RAF am 25./26. Juli
Da die Luftaufklärung über Hamburg am Nachmittag starken Rauch von den vorhergehenden Angriffen festgestellt hatte, griffen mehr als 600 bereitstehende Bomber mit einer Ladung von nahezu 2000 Tonnen Bomben das Sekundärziel Essen mit den Rüstungsfabriken von Krupp an. 486 Menschen starben, die Werkshallen und umliegenden Wohnviertel wurden stark getroffen und 23 Bomber gingen verloren. Damit Hamburg trotzdem nicht zur Ruhe kommen sollte, flogen sechs Mosquito-Flugzeuge einen Störangriff, um Angst und Verwirrung zu stiften.

#### Zweiter USAAF-Angriff 26. Juli
Am Mittag des 26. Juli sollte in einem kombinierten Angriff versucht werden Blohm + Voss sowie die Klöcknerwerke in Hamburg und die Conti-Gummiwerke in Hannover anzugreifen. Der gleichzeitige Einflug von insgesamt fünf Kampfverbänden sollte die Verteidigung verwirren. Ein unter schwerem Jagdschutz geflogener Einsatz mittelschwerer Bomber nach Belgien und Frankreich zog zunächst deutsche Jäger aus Holland ab. Das Täuschungsmanöver einer vorausfliegenden B-17-Formation verlockte einige norddeutsche Jäger zum verfrühten Start, aber das Gros der Abfangjäger wurde diesmal nicht zu früh eingesetzt.
Da Blohm + Voss schon während des Anflugs durch Nebelwerfer eingenebelt worden war, griffen die 381. und 351. BG die U-Boot-Werft der Howaldtswerke und die 91. und 303. BG den Bereich des Elektrizitätswerkes Neuhof an. Einundneunzig Tonnen Sprengbomben und siebenundzwanzig Tonnen Brandbomben wurden innerhalb einer Minute abgeworfen. Während bei der Howaldtswerft viele Bomben ins Wasser fielen und keine lebenswichtigen Anlagen getroffen wurden, wurde das Kraftwerk Neuhof schwer getroffen. Dadurch fielen vierzig Prozent der Hamburger Stromerzeugung für mindestens einen Monat aus. Es starben etwa 150 Menschen.
Die Angriffe auf Hannover verursachten schwere Schäden und konzentrierte Brände in den Reifenwerken. Da die hannoverschen Feuerwehren großteils zur Brandbekämpfung nach Hamburg gesandt worden waren, konnten die Brände erst nach vielen Stunden eingedämmt werden. Die Bombergroups der dritten Bomberwing, die sich nicht formieren konnte, flog nicht nach Hannover, sondern ihre drei Gruppen griffen unabhängig voneinander Wilhelmshaven, Bremerhaven sowie einen Geleitzug vor den friesischen Inseln an.
Insgesamt gingen vierundzwanzig B-17 verloren (nur zwei davon bei der Hamburg-Formation), auf deutscher Seite wurde ein Jagdflugzeug zerstört und drei wurden beschädigt.
Der vierte Einflug im Rahmen der Operation Gomorrha war wieder ein Störeinsatz von sechs britischen Mosquito-Flugzeugen in der Nacht vom 26. zum 27. Juli 1943; hierbei entstand nur Sachschaden.

#### Feuersturm 27./28. Juli
Beim zweiten Großangriff der RAF in der Nacht vom 27. auf den 28. Juli 1943 starteten 787 Bomber. Der Anflug erfolgte über Lübeck, um die Luftverteidigung über das Ziel zu täuschen. Dann sollten die Bomber aus Ost-Nordost mit dem Zielpunkt Nikolaikirche angreifen und durch den Kriecheffekt die dichtbebauten Wohngebiete südöstlich der Alster getroffen werden. Durch den verlängerten Anflugsweg musste das Gewicht der Bombenladung bei den Halifax und Stirlings reduziert werden, so dass der Brandbombenanteil im Vergleich zur ersten Angriffsnacht deutlich erhöht wurde.
Die mit H2S-Radar abgeworfenen Zielmarkierungen der Blindmarkierer lagen größtenteils außergewöhnlich dicht beieinander, aber möglicherweise wegen Seitenwind etwa 3 km östlich der Innenstadt (Zielpunkt Nikolaikirche) über den Stadtteilen Billwerder Ausschlag und Hammerbrook unmittelbar nördlich der Elbe. Das Gros der Bomber orientierte sich daran und bombardierte außergewöhnlich genau. Dadurch war der Kriecheffekt in nordöstlicher Anflugrichtung langsam und die dort liegenden Stadtteile Borgfelde, Hamm, Wandsbek und Horn wurden schwer getroffen. Schon während des Angriffs bildete sich 23 Minuten nach den ersten Bombenwürfen ein Feuersturm nicht gekannter Intensität. Das hatte drei Gründe: Erstens war der Abend des 27. Juli (nach Wetterdaten von 18 Uhr) mit 30 Grad Celsius und einer relativen Luftfeuchtigkeit von 30 Prozent außergewöhnlich heiß und trocken. Zweitens lagen die Zielmarkierungen und Bombenabwürfe ungewöhnlich konzentriert, so dass die Brandbekämpfung der zahllosen Brandherde auch wegen der Trümmerberge auf den Fahrbahnen sehr schwierig war. Drittens hatte Gauleiter Karl Kaufmann am vorigen Abend angeordnet, die alten Schwelbrände im Westteil Hamburgs zu löschen. Die Hamburger Löschzüge befanden sich somit, durch die Alster getrennt, größtenteils auf der falschen Seite der Stadt. Die Luftschutzwarte, Werkfeuerwehren und sonstigen nebenberuflichen Brandbekämpfer konnten die Ausbreitung der Feuer nicht verhindern. Es entstand ein Flammenmeer, das im Zentrum schätzungsweise 800 Grad heiß war und aus allen Richtungen mit orkanähnlicher Geschwindigkeit die Luft ansaugte. Durch das noch laufende Bombardement breitete sich der Feuersturm noch weiter aus und bildete in der größten Ausdehnung ein unregelmäßiges Rechteck, das von Norden nach Süden etwa 2,5 km und von Westen nach Osten beinahe 5 km maß. Der Höhepunkt war etwa zwischen 3:00 und 3:30 Uhr, mehr als eine Stunde nach dem Angriffsende, erreicht. Die Menschen in den Luftschutzkellern standen vor dem Dilemma, im Keller Rauch, Hitze oder Verschüttung ausgesetzt zu sein oder, wenn sie den Keller verlassen würden, den Feuerstürmen und dem anhaltenden Bombardement ausgeliefert zu sein. Die RAF verlor siebzehn Maschinen und Besatzungen, sowie vier weitere Bomber durch Bruchlandung.
Etwa 30.000 Menschen starben bei diesem Angriff.
Im Anschluss kam es zu einer Massenflucht aus Hamburg. Reichsstatthalter Kaufmann ordnete die Evakuierung von Verletzten, Frauen und Kindern an und forderte die Männer auf, zu bleiben. Trotzdem schlossen diese sich zahlreich der Flucht an. Darunter waren auch Beamte, Betriebsleiter und „Einsatzgruppenleiter“. Die Bombenschäden hatten fünfzehn der achtzehn Hamburger Bahnhöfe dafür unbrauchbar gemacht. Es wurden vier riesige Sammelplätze auf der Moorweide, auf den Rennbahnen Farmsen und Horn, sowie einem freien Platz in Billstedt für die Evakuierung eingerichtet.

#### Störangriff 28./29. Juli
Es fand nur ein Störangriff mit vier Mosquitos statt. Das Gros der Bomberflotte wurde nicht eingesetzt, obwohl über ganz Deutschland klares Wetter herrschte.

#### Dritter RAF-Großangriff 29./30. Juli
Den dritten Großangriff der RAF in der Nacht vom 29. auf den 30. Juli 1943 flogen 726 Bomber. Der Angriff erfolgte aus nördlicher Richtung und sollte ausgehend von der Innenstadt (Nikolaikirche) durch den Kriecheffekt die Stadtteile Rotherbaum, Harvestehude, Hoheluft und Eppendorf mit starker mittelständischer Einwohnerschaft treffen. Wegen Wind aus westlicher Richtung markierten die Pfadfinder mit Billbrook und Billwärder Ausschlag ein Gebiet fünf Kilometer vom Zielpunkt entfernt, das schon der Ausgangspunkt des Feuersturms zwei Tage zuvor gewesen war. Der Angriff deckte dadurch, langsam nördlich kriechend, ein ausgedehntes Gebiet mit den zuvor relativ unversehrten Bezirken Eilbek, Barmbek, Uhlenhorst und Winterhude ab. Luftschutzwarte und Löschkommandos auf den gewerblichen Gebieten harrten in Schutzräumen aus, so dass keine geregelten Löscharbeiten im Brandgebiet mehr möglich waren. Die erschöpften Feuerwehreinheiten konnten größtenteils nur noch versuchen, Leben zu retten und die Ausbreitung der stundenlangen Brände über das bombardierte Gebiet hinaus zu verhindern.
Trotz ausgedehnter Flächenbrände entstand diesmal kein Feuersturm, obwohl Barmbek ein ähnlich dicht besiedelter und bebauter Stadtteil war wie Hammerbrook. Durch die Flucht und Evakuierung nach der Feuersturmnacht kamen bei diesem Angriff weit weniger Menschen ums Leben. Die Zahl der Opfer kann nur geschätzt werden. Brunswig gibt 1000 Tote und Middlebrook 800 Tote als Schätzung an. In der Nacht wurden etwa 2323 Tonnen Bomben abgeworfen und der materielle Schaden war sehr schwer und vergleichbar zur Nacht des Feuersturms.

#### Aufschub für Hamburg
In den drei folgenden Nächten wurden die beabsichtigten Angriffe der RAF auf Hamburg aufgeschoben:
Vom Luftfahrtministerium erging die dringende Weisung, sich für eine etwaige Bombardierung der norditalienischen Städte Mailand, Turin und Genua bereitzuhalten (es liefen Verhandlungen zum italienischen Waffenstillstand). Harris bildete deshalb am 30. Juli drei Groups. Der Angriff auf Italien wurde am Nachmittag vom Ministerium kurzfristig gestrichen und nur die dritte Gruppe, gebildet um die Short Stirlings, griff die westdeutsche Stadt Remscheid an. Dort kamen 1063 Menschen ums Leben. Von den 264 Bombern gingen 15 verloren. Der für den 31. Juli geplante Angriff auf Hamburg musste kurz vor dem Start wegen einer Reihe schwerer Gewitter abgebrochen werden und am 1. August herrschte stürmisches Wetter.

#### Vierter RAF-Großangriff 2./3. August
Ein wegen Motorschaden in aller Hast erstellter Bericht eines Wetteraufklärers hatte über Oldenburg gewaltige Gewitterwolken gemeldet und schwere Gewitterwolken im Anzug auf Hamburg für möglich erachtet. Harris sagte den geplanten Angriff auf Hamburg nicht ab. Die RAF setzte im Rahmen der Operation Gomorrha in der Nacht des 2. zum 3. August 1943 für den vierten und letzten Großangriff 740 Bomber ein. Die anfliegenden Bomber gerieten in ein schweres Gewitter, so dass viele Maschinen den Anflug abbrechen mussten und die Bomben entweder wahllos abwarfen oder noch ein lohnendes Ziel auf dem Heimflug suchten. Cuxhaven, Bremerhaven, Bremen, Bremervörde, Wilhelmshaven und Helgoland wurden so zu Gelegenheitszielen. Eine große Zahl von Bomben im Blindflug, vermeintlich über Hamburg abgeworfen, explodierten auf freiem Feld und im Wald. Es kam zwar zu mehreren Großfeuern (beispielsweise in der Hamburgischen Staatsoper), aber zu keinen Flächenbränden. Über die Zahl der Opfer dieses Angriffs ist nichts bekannt. Sie dürfte wegen des zerfledderten Angriffs und der vorausgegangenen Evakuierungen gering gewesen sein.
Die RAF hatte in dieser Nacht Verluste von dreiunddreißig vermissten und zwei zerstörten Flugzeugen.

### Angriffstechnik
Die britische Luftwaffe durfte erstmals Staniolstreifen (Window) gegen die radargestützte (Würzburg und Lichtenstein) deutsche Luftabwehr einsetzen. Das Verfahren war schon Ende 1941 entwickelt worden. Es hätte bereits im Mai 1942 eingesetzt werden können. Da aber auch die britischen Radargeräte darauf reagiert hätten, widerrief Charles Portal den Einsatz aus Angst, die deutsche Seite könnte das Verfahren nachahmen. Das Verfahren war unabhängig davon unter dem Namen Düppel auf deutscher Seite ebenfalls entwickelt und aus ähnlichen Gründen nicht eingesetzt worden. Die neuen Radarsysteme ab Ende 1942 für alliierte Nachtjäger und Bodenstationen reagierten weniger empfindlich auf Window, und die Schwäche der deutschen Bomberwaffe im Westen führten zum Sinneswandel: Churchill stimmte dem Einsatz von Window am 15. Juli 1943 gegen Hamburg zu, obwohl seine Stabschefs vor negativen Folgen für die geplante Landung in Sizilien gewarnt hatten. Die Wirkung war enorm: Die deutschen Nachtjäger konnten nicht an Ziele herangeführt werden und die Flakscheinwerfer und Flakartillerie nur mit improvisierten Licht- und Feuerriegeln reagieren.
Zur Bombardierung verwendete die RAF eine Mischung aus Luftminen, Spreng-, Phosphor- und Stabbrandbomben.
Zunächst wurden Luftminen und Sprengbomben abgeworfen. Die Sprengbomben sollten die unter den Straßen verlaufenden Wasser-, Gas- und Kommunikationsleitungen zerstören, wodurch die Koordinierung von Feuerwehreinsätzen erschwert wurde. Um die Sprengbomben möglichst tief eindringen zu lassen, wurden diese oft mit Verzögerungszündern ausgestattet, so dass sie tief im Erdreich bzw. in Hauskellern detonierten.
| Angriff            | Sprengbomben | Brandbomben | Gesamt |
| ------------------ | ------------ | ----------- | ------ |
| RAF 25. Juli       | 1346 t       | 938 t       | 2284 t |
| RAF 28. Juli       | 1127 t       | 1199 t      | 2326 t |
| RAF 30. Juli       | 1094 t       | 1224 t      | 2318 t |
| RAF 3. August      | 676 t        | 740 t       | 1416 t |
| USAAF 25.+26. Juli | N/A          | N/A         | 306 t  |

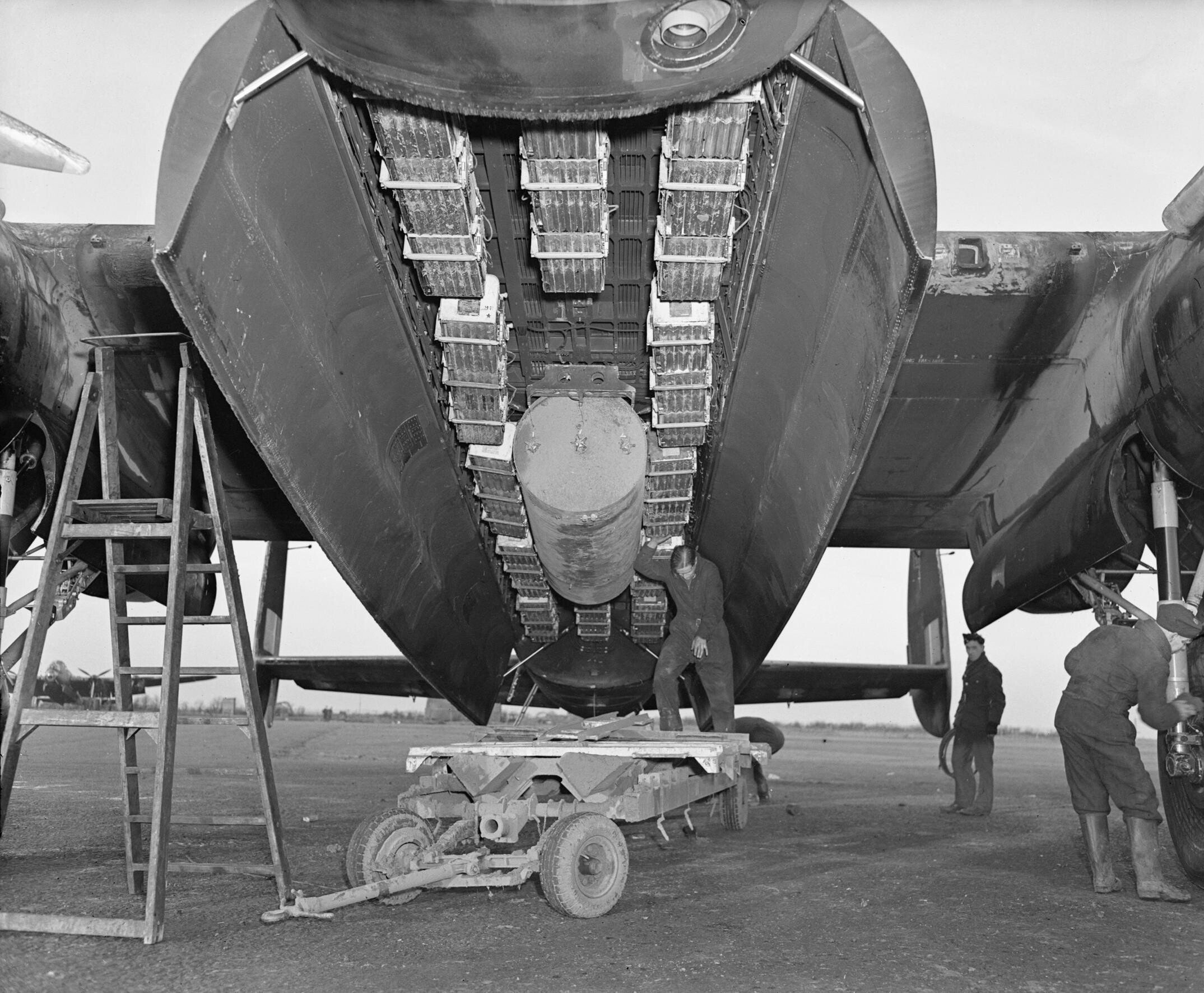
Lancaster mit Luftmine und 2832 vierpfündigen Stabbrandbomben

Gleichzeitig wurden durch den ungeheuren Luftdruck der Luftminen (englisch blockbuster – „Wohnblockknacker“) Dächer abgedeckt und sämtliche Fenster und Türen umliegender Häuser zerstört. Die Phosphor- und Stabbrandbomben konnten die nun freiliegenden hölzernen Dachstühle entzünden und gelangten durch die zerstörten Fenster auch direkt in die Wohnungen, wobei sich die Brände über die fast ausschließlich aus Holz bestehenden Treppenhäuser auf die weiter unten liegenden Etagen ausbreiteten und – begünstigt durch die zerborstenen Fensterscheiben – auch genügend Sauerstoff erhielten. Die Gebäude brannten in der Regel vollständig aus.
Löschversuche wurden dadurch vereitelt, dass etwa eine Viertelstunde nach dem Hauptangriff eine weitere Welle von Bombern eintraf, um die Löschkräfte in den Schutzräumen zu halten. Erst durch die dadurch viel zu spät einsetzenden Lösch- und Rettungsmaßnahmen wurden die großen Flächenbrände möglich.
Die Angriffe richteten sich immer gegen einen Sektor der Stadt. Zentraler Ausgangspunkt war der rund 147 Meter hohe Turm der Nikolaikirche. Die Ruine wurde 1951 teilweise abgerissen; den Turm und einige Mauerteile ließ man als Mahnmal stehen. In der Krypta gibt es eine Dauerausstellung zur Operation Gomorrha.
Die vorhandenen Luftschutzbunker zum Schutz der Bevölkerung konnten 1943 nur noch bedingt Schutz bieten, da während des Krieges immer größere Bomben eingesetzt wurden.

## Auswirkungen
Sämtliche Hamburger Bahnhöfe waren zerstört oder schwer beschädigt, so dass der Bahnverkehr auf fast allen Strecken in Groß-Hamburg zum Erliegen kam. Die Gas-, Wasser- und Elektrizitätsversorgung und der öffentliche Nahverkehr der Stadt wurden schwer beeinträchtigt. Das britische und amerikanische Bombing Survey nahm an, dass der Ausfall der Hamburger Rüstungsproduktion etwa dem Äquivalent eines Ausstoßes von 1,8 Monaten entsprach. Innerhalb von fünf Monaten erreichte die Hamburger Produktion wieder geschätzte achtzig Prozent ihres vorherigen Umfangs. Der Stromverbrauch der Hamburger Rüstungsbetriebe sank im August um 57 Prozent und die Beschäftigtenzahl in der Rüstung ging im 3. Quartal 1943 von 634.000 auf 331.000 zurück. Etwa ein Drittel der Arbeitskräfte kehrten trotz Arbeitspflicht nicht nach Hamburg zurück und auch die Arbeitsdisziplin sank rapide.

### Todesarten
Häufig wird behauptet, der Sauerstoffverbrauch der Brände habe zum Erstickungstod vieler Menschen in Luftschutzbunkern oder -räumen geführt, und Menschen wären dadurch zu Tode gekommen, dass sie im schmelzenden Straßenasphalt steckengeblieben wären. Tatsächlich verursachte nicht der Entzug des Sauerstoffs den Tod, sondern in die Keller eingedrungenes Kohlenstoffmonoxid oder andere giftige Brandgase. Todesopfer solcher wurden dann völlig unverletzt – wie schlafend – aufgefunden, aber mit Symptomen einer Rauchgasvergiftung.
Der Luftdruck explodierender Luftminen führte zu Lungenrissen. Die über den Luftschutzräumen mit etwa 1000 °C brennenden Trümmer erhitzten die Räume so stark, dass die Menschen Hitzschlag erlitten und häufig mumifiziert wurden. Heißwasser- und Trinkwasserleitungen in den Kellern brachen und die Menschen wurden verbrüht oder ertranken. Die Decken der Schutzräume brachen unter den darüber einstürzenden Bauten ein, so dass Schutzsuchende tödliche Verletzungen erlitten oder erstickten. Diese Todesarten waren jedoch nicht auf Hamburg beschränkt, sondern trafen die meisten Todesopfer des Bombenkrieges.
Retten vor dem Feuersturm konnte sich, wer seine Kleidung vorher noch mit Wasser durchtränken, aus dem Sog des Feuersturms abzweigen und es bis zu einem der Parks bzw. in ein Fleet oder einen Kanal schaffen konnte.
Auch die in Panik und Chaos angeblich gemachte Beobachtung, der Asphalt habe gebrannt und Menschen wären in ihm steckengeblieben, ist unrichtig bzw. wurde später falsch interpretiert. Brunswig gibt an, dass die Straßen in deutschen Städten zum einen nur selten aus Asphalt bestanden, sondern in der Regel in Stein gesetzt waren, zum anderen, dass die Wärmestrahlung brennender Häuser nicht die Hitze entwickeln kann, die nötig wäre, um Asphalt zu entzünden. Der Eindruck brennenden Asphalts entstand laut Brunswig vermutlich daher, dass der von britischen 100-lb-Brandbomben („Phosphorkanister“) stammende klebrige Kautschuk auf den Straßen brannte. Wenn man versehentlich in den Kautschuk trat, klebten die Schuhe fest und man hatte Mühe, freizukommen. Menschen, an deren Körper Kautschuk haftete, erlitten mitunter sehr schwere Verletzungen, da Löschversuche wegen des – durch zugesetzten Phosphor – sich immer wieder neu entzündenden Kautschuks erfolglos blieben. Brunswig weist aber auch darauf hin, dass sich der brennende Kautschuk am Körper unter Wasser – etwa in einer Wanne – leicht entfernen ließ. Allerdings dürfte es diese Möglichkeit nur in seltenen Fällen schnell genug gegeben haben, um schwere Verletzungen zu vermeiden.

### Bombenopfer

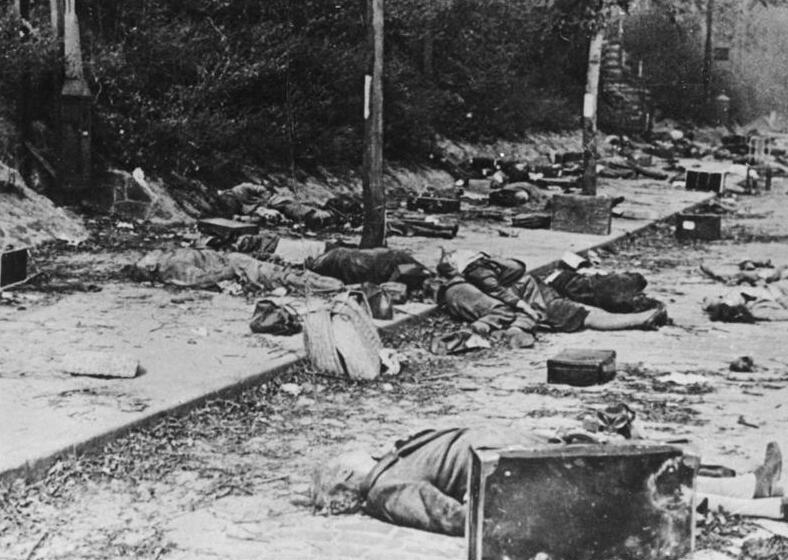
Bombenopfer auf einer Straße in Hamburg, Juli 1943

Die Anzahl der Opfer der Operation Gomorrha ist nicht genau festzustellen. Bis zum 30. November 1943 wurden 31.647 Tote geborgen, von denen 15.802 identifiziert werden konnten. Davon waren etwa fünfzig Prozent Frauen, achtunddreißig Prozent Männer und zwölf Prozent Kinder. Die Gesamtzahl der Opfer wird auf 34.000 Tote und 125.000 Verletzte geschätzt. KZ-Häftlinge wurden bis zum Kriegsende für das Enttrümmern, die Bergung der Leichen, das Entschärfen von Bomben-Blindgängern, den Bau von Behelfswohnungen und den Wiederaufbau von Industrieanlagen eingesetzt und waren so im gesamten Stadtgebiet zugegen. Sie mussten ohne Helme, ohne Mundschutz und ohne Handschuhe arbeiten. In der Stadt waren 10.000 KZ-Häftlinge eingesetzt, davon starben bei dieser Tätigkeit geschätzt 2000 bis 3400. Die KZ-Häftlinge sammelten auch einzelne Knochen, Schädel, Füße, Arme und breiteten sie auf der Straße aus. Daraus schätzte ein SS-Arzt die Anzahl der Toten. Auf dem Friedhof Ohlsdorf waren die KZ-Häftlinge zum Ausheben der Massengräber und Abladen der Leichen von den Wagen eingeteilt. Die Bewacher hielten sich wegen des Gestankes in größerer Entfernung auf.
Hitler weigerte sich, die zerstörte Stadt zu besuchen. Hermann Göring, der zu Kriegsbeginn geprahlt hatte, die Luftwaffe würde das Reichsgebiet vor Bombenangriffen schützen, andernfalls wollte er Hermann Meier heißen, wurde bei seinem Besuch mit Zwischenrufen „Na, Meier, was sagen Sie jetzt?“ bedacht, ohne dass jemand verhaftet wurde.

### Evakuierung und Fluchtrouten
Es zeigte sich, dass die vorhandenen Bunker und Schutzräume völlig unzureichend waren. Daher wurde eine Evakuierung eingeleitet, die in einigen Stadtteilen, beispielsweise in Barmbek, noch rechtzeitig vollzogen werden konnte.
Alle Bewohner, die nicht in der Rüstungsproduktion benötigt wurden, mussten die Stadt verlassen. Die meisten Kinder wurden im Rahmen der Kinderlandverschickung auf dem Land in Sicherheit gebracht. Insgesamt flohen nach den Angriffen etwa 900.000 Hamburger aus der Stadt in das Umland oder in die „Aufnahmegaue“ in Bayern und Ostdeutschland bzw. Polen. Noch im Dezember 1943 waren 107.000 Hamburger in Schleswig-Holstein ausquartiert, 58.000 im Gau Bayreuth, 55.000 in Magdeburg-Anhalt, 45.000 in Ost-Hannover und 20.400 in Danzig-Westpreußen.
An der Moorweide und an den Stadträndern wurden Großsammelplätze eingerichtet, an denen die Obdachlosen („Ausgebombten“) verpflegt wurden. Nachdem die zentralen Hamburger Bahnhöfe zerstört oder beschädigt waren, wurden die Ausgebombten von den entfernter liegenden Bahnhöfen Altona oder Bergedorf, Schwarzenbek aus evakuiert. Dorthin gelangten sie mit LKWs, Bussen und Pferdefuhrwerken. Auch gab es Evakuierungen ab den Elbbrücken Richtung Osten in Schuten. Zunächst wurde das Hamburger Umland in Schleswig-Holstein und in Niedersachsen angesteuert, später auch entferntere Regionen.

### Zerstörungen und Sperrgebiet
Bei den Angriffen wurden insgesamt 277.330 Wohnungen sowie 580 Industrie- und Rüstungsbetriebe, 2632 gewerbliche Betriebe (zumeist Ladengeschäfte), 80 militärische Bauten, 379 Bürohäuser, über 80 Banken und Versicherungen, 145 Behörden, über 100 NS-Dienststellen, 197 Bauten und Anlagen des Zivilschutzes (Polizei, Feuerwehr, Luftschutz), 12 Brücken, 13 Versorgungsbetriebe, 13 Verkehrsanlagen, 24 Krankenhäuser, 277 Schulen und 58 Kirchen beschädigt oder zerstört. Im Hafen wurden Handels- und Hafenfahrzeuge mit 180.000 BRT versenkt. Wobei diesen Zahlen der offizielle Polizeibericht zugrunde liegt, der die Schäden möglicherweise übertrieben darstellte, um Berlin zu imponieren. Die Bombenziele in Hamburg wurden im „Bomber’s Baedeker“ der Royal Air Force vermerkt.
Der Großschadensbericht der Feuerwehr vermittelt einen Eindruck über die Fläche, den Umfang der Großschadensgebiete (induziert die Verzettelung des Angriffs) und die betroffenen Gebäudefronten (induziert die Bebauungsdichte der Schadensgebiete) der jeweiligen Brandnacht.
| Brandnacht | Fläche km²              | Umfang km               | Gebäudefront km         |
| 25. Juli   | 4                       | 26                      | 87                      |
| 28. Juli   | 13                      | 17                      | 215                     |
| 30. Juli   | 6                       | 16                      | 167                     |
| 3. August  | kein Großschadensgebiet | kein Großschadensgebiet | kein Großschadensgebiet |

Ein Gebiet von 6,5 Quadratkilometern wurde zum Sperrgebiet erklärt, ummauert, und blieb teilweise bis nach Kriegsende Sperrgebiet.
Die Viadukt-Strecke der Hamburger Hochbahn nach Hammerbrook/Rothenburgsort wurde an vielen Stellen zerstört und nach dem Krieg abgebaut (siehe auch: Zweigstrecke nach Rothenburgsort).

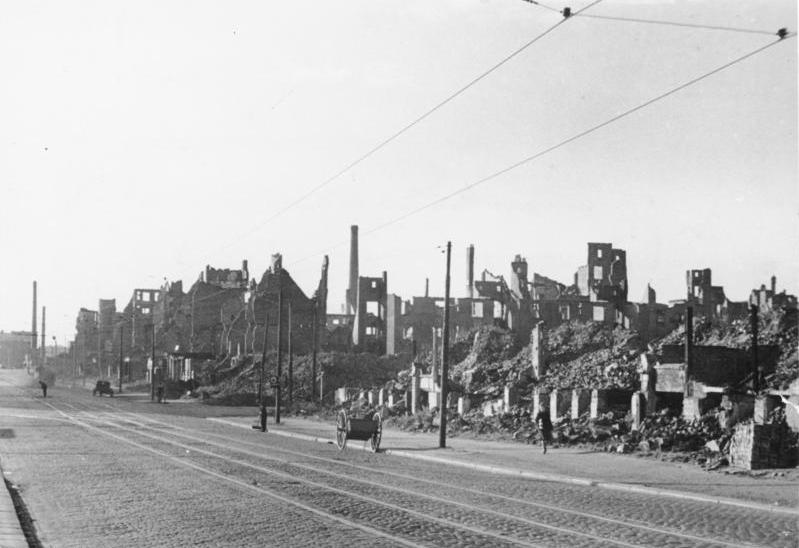
Zerstörte Straße in einem Arbeiterviertel
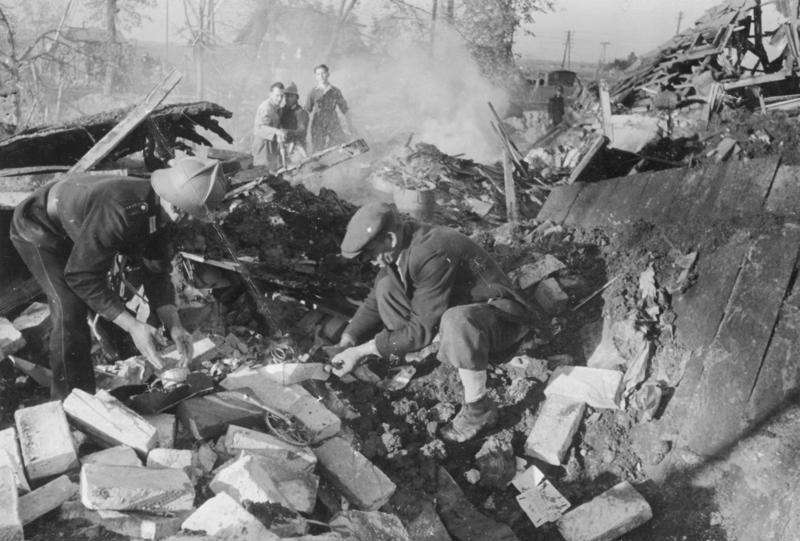
Bergungsarbeiten nach einem Luftangriff
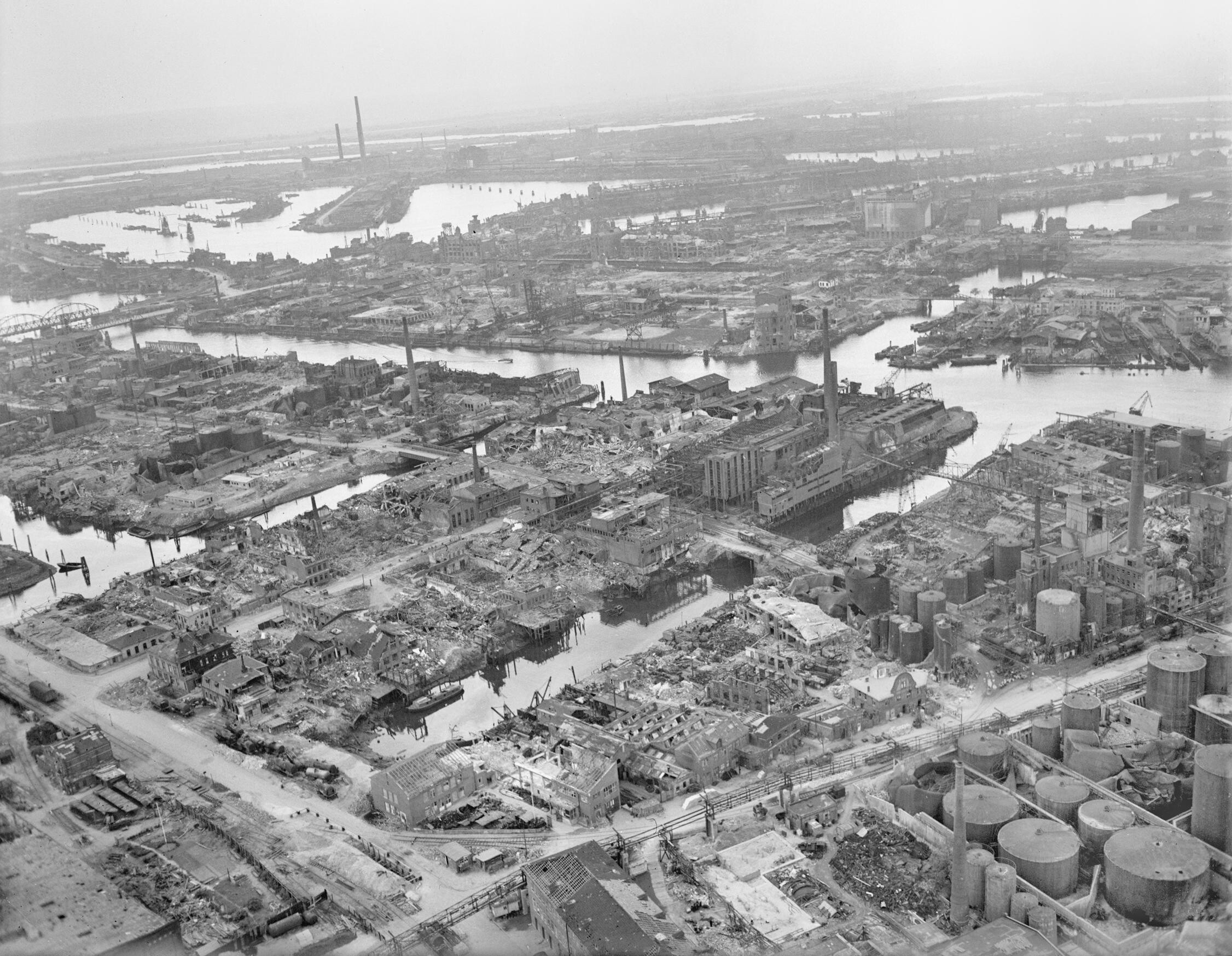
Zerstörte Hafen- und Industrieanlagen auf Steinwerder
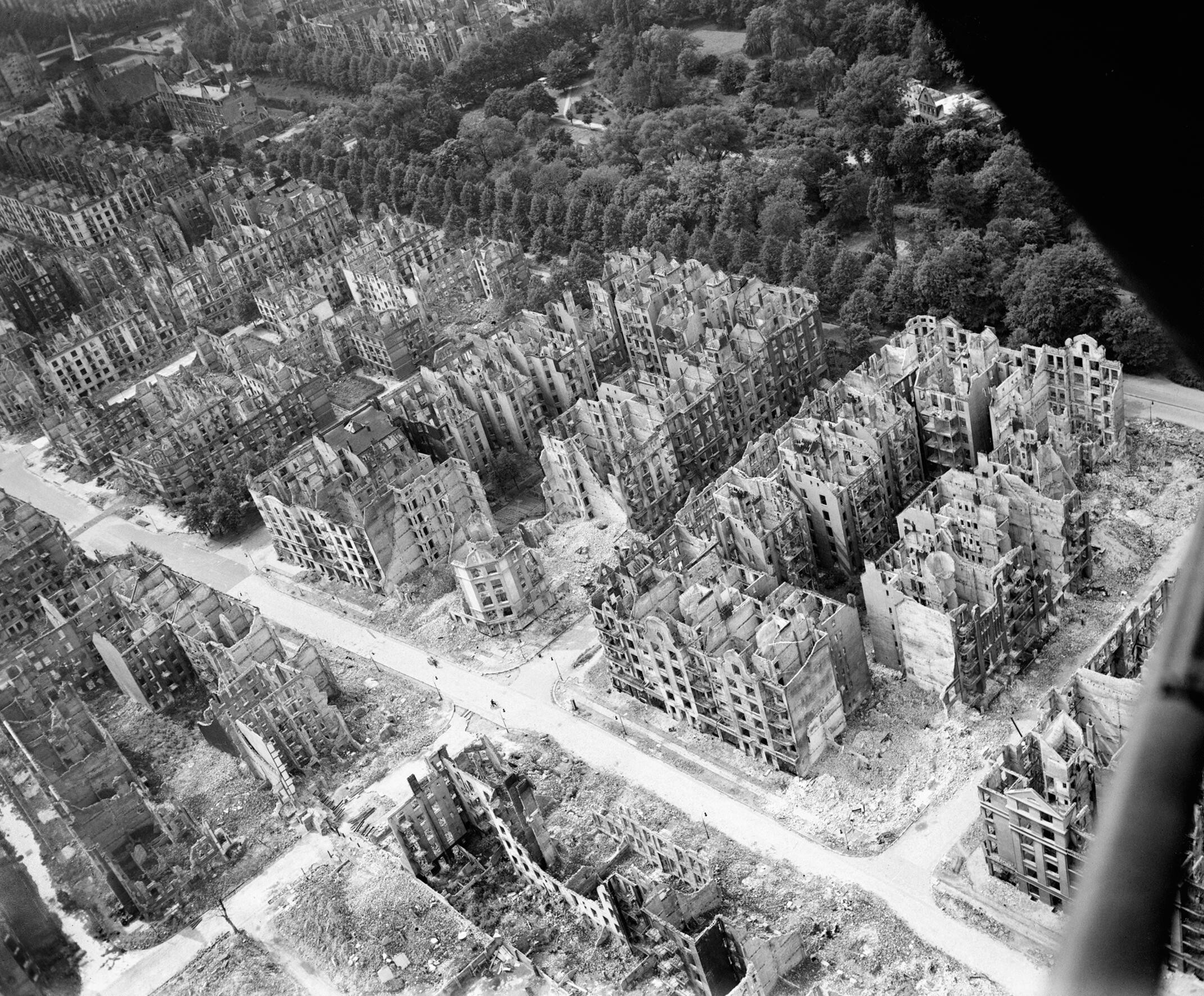
Zerstörungen Eilbeker Weg (zwischen August 1943 und 1945)

### Zeitgenössische Darstellung
Die ausgebombten Flüchtlinge trugen die Nachricht von der Hamburger Katastrophe ins ganze Reichsgebiet. Die staatliche Nachrichtenmanipulation geriet an ihre Grenze. Der Angriff wurde im Wehrmachtsbericht und in der auswärtigen Presse nur mit wenigen Sätzen abgetan. In den Kirchen kursierten Gemeindebriefe mit grausamen Schilderungen der Bombennächte, während in Erlebnisberichten aus der städtischen Verwaltung und NS-Organisationen die Herausforderungen des Luftkrieges als Heldentaten beschrieben wurden. Gauleiter Kaufmann sprach im November 1943 in der Gedenkfeier auf dem Adolf-Hitler-Platz (heute wieder Rathausmarkt) vom Zusammenhalt der Volksgemeinschaft, der in den Feuersbrünsten hell sichtbar geworden sei. Der Zerstörung werde ein schönerer Wiederaufbau folgen und er appellierte, im Kampf um den Endsieg nicht nachzulassen. Die Bombardierung und der Feuersturm waren aber kein „Schmiedefeuer“ das die Volksgemeinschaft zusammenschweißte, sondern führte zur Erosion der Volksgemeinschaft und dem Fall in die Resignation. Die Parteipropaganda hob den „jüdischen Vernichtungswillen“ hervor, der sich im „Bombenmord des jüdisch-plutokratischen Feindes“ zeige.
Die britische Regierung täuschte in ihren Darstellungen Presse und Rundfunk, indem durch geschickte Auswahl von Nachrichtenmaterial der Eindruck erweckt wurde, die Industrie und das Hafengebiet wären das Hauptangriffsziel gewesen und die Bombardierung der Arbeiter-Wohngebiete eine unvermeidliche Notwendigkeit. Die britische Öffentlichkeit glaubte das nur zu gern angesichts vorausgegangener Publizistik zu den Bombenangriffen auf Warschau, Rotterdam und britische Städte (Coventrieren). Eine populäre Redensart lautete: „Sie haben Wind gesät; sie werden Sturm ernten.“ Kritische Aussagen gab es nur von wenigen britischen Persönlichkeiten wie Lord Salisbury, Liddell Hart und Bischof George Bell. Die amerikanische Presse stellte heraus, dass Hamburg als Zentrum der deutschen U-Boot-Produktion ein vorrangiges militärisches Ziel gewesen sei. Sie erklärte auch den Beweggrund der „skrupellos“ erscheinenden nächtlichen RAF-Flächenbombardements auf Wohnviertel, der sich von der amerikanischen Praxis der Präzisionsangriffe bei Tag unterschied.

## Nachwirkungen

### Deutsche Luftkriegskonzeption

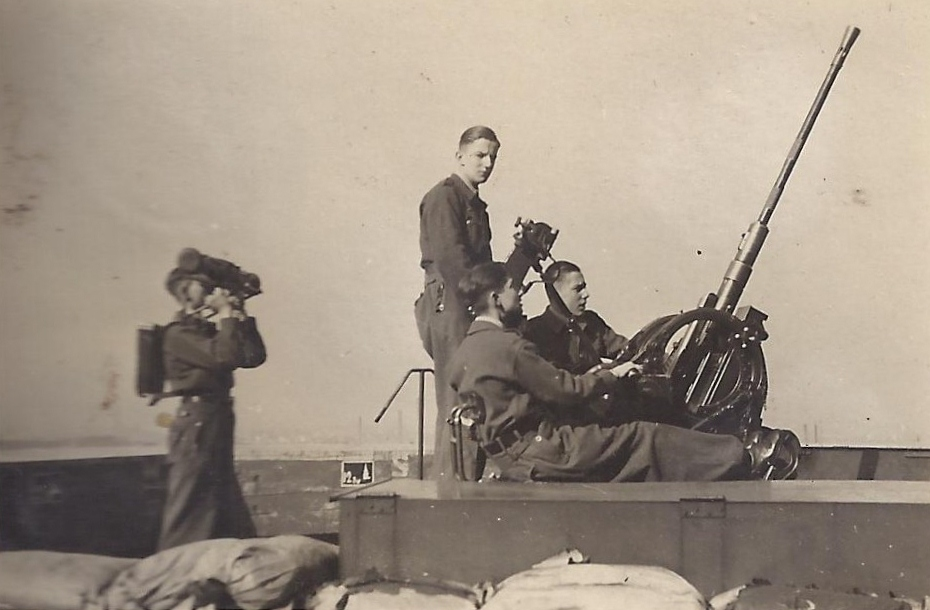
Jugendliche Flakhelfer (Jahrgang 1927), Berlin 1943

Die starre Luftverteidigung (mit Kammhuber-Linie, geführter Nachtjagd und Himmelbett-Verfahren) musste infolge der neuartigen „Windows“ aufgegeben werden; die Flak konnte nicht mehr als Rückgrat der Flugabwehr gelten. Die Jägerproduktion wurde zu Lasten der Bomberproduktion beschleunigt und man versuchte den alliierten Vorsprung in der Radartechnik und bei den funktechnischen Gegenmaßnahmen wettzumachen. Das Zahme-Sau-Nachtjagdverfahren wurde eingeführt. Im Sommer 1943 wurden an der Front dringend benötigte Flak und Flugzeuge abgezogen, um die Heimatfront zu verstärken. Wegen des Personalmangels wurden erstmals junge Männer und in geringerer Zahl auch Frauen als Flakhelfer herangezogen.
Himmler wies im August 1943 die deutsche Polizei an, sich nicht in Angriffe der Zivilbevölkerung auf abgeschossene „Terrorflieger“ einzumischen.

### Alliierte Luftkriegskonzeption
Für die umstrittene Strategie der Flächenbombardements lieferte die unerwartet große Wirkung der Operation Gomorrha eine Bestätigung. Die britische Erfolgsbilanz – bestehend aus abstrakten Zahlen zu verlorener deutscher Arbeitszeit und zerstörten Flächen und nicht der Anzahl der geschätzten Toten – des Angriffs gab Harris die Argumente, man könne Deutschland mit weiteren Luftangriffen in die Knie zwingen. Was er auch umgehend Portal, der als Koordinator der Combined Bomber Offensive an der Quebec-Konferenz teilnahm, schrieb.
Die amerikanische Luftwaffe erkannte, dass gezielte Tagesangriffe kurz nach großflächigen Brandbombeneinsätzen wegen der großen Rauchentwicklung nicht versucht werden sollten.

### Baumaßnahmen
Der Feuersturm zerstörte weite Teile der alten Hamburger Bebauung vollständig, ehemalige Stadtteilzentren wie die Altstadt Altonas existierten ebenso wie auch diverse Baudenkmäler nicht mehr. Einstmals in Straßen voller Altbauten integrierte Gotteshäuser wie die St.-Nikolai-Kirche, St.-Michaelis-Kirche oder die St.-Trinitatis-Kirche stehen heute weitgehend isoliert und wurden nach dem Krieg zum Teil nur notdürftig wieder instand gesetzt. Plätze wie den Eimsbütteler Marktplatz gibt es nur noch als Namen auf Erinnerungstafeln oder Straßenschildern. Der Öjendorfer Park im östlichen Stadtteil Billstedt entstand auf den in einer ehemaligen Kiesgrube abgeladenen Kriegstrümmern.
In dem damals vollständig zerstörten Stadtteil Hammerbrook, zuvor ein überwiegend von Hafenarbeitern bewohntes Viertel, sind praktisch keine Wohngebäude mehr und nur wenige gewerbliche Altbauten vorhanden; dort befanden sich lange Zeit fast ausschließlich neu errichtete Gewerbebauten und Lagerflächen.
Die letzten Bombenbrachen der Operation Gomorrha wurden erst Ende der 1960er Jahre beseitigt, zahlreiche Fleete und Kanäle wurden mit Trümmerschutt gefüllt und ab den 1950er Jahren mit Straßen überbaut (z. B. Nordkanalstraße), insbesondere in der Innenstadt. Die Nachkriegs-Wohngebäude stehen meist in Zeilenbauweise quer zur Straße und bilden keine zusammenhängenden Baublöcke mehr, damit sollte ein erneuter Flächenbrand verhindert werden. In Hammerbrook wurden große Brachflächen erst in den 1980er Jahren bebaut.

### Entschärfung der Blindgänger
Von den 107.000 Spreng-, 300.000 Phosphor-Brand- und drei Millionen Stabbrandbomben, die zwischen dem 18. Mai 1940 und dem 7. April 1945 bei 213 Luftangriffen auf Hamburg abgeworfen wurden, konnten bis ins Jahr 2012 11.000 als Blindgänger entschärft werden. 2016 wurden etwa 2800 Bomben im Stadtgebiet als noch unentdeckte Blindgänger vermutet.
Ab 1985 überließen britische Dienststellen deutschen Behörden Luftbildaufnahmen über die Bombeneinschläge. Grundstückseigentümer müssen seit 2005 vor einem Neubauvorhaben das Gelände auf Blindgänger prüfen lassen, die ggf. vom Kampfmittelräumdienst der Feuerwehr entschärft werden.

## Gedenken
Der Hamburger Feuersturm von 1943 hat einen besonderen Platz im Gedächtnis der Stadt. Der Historiker Malte Thießen schrieb dazu 2007 in seiner Studie zum Gedenken an die Operation Gomorrha: „Wegen der bis heute sichtbaren Zerstörungskraft waren die Juli-Angriffe – im Gegensatz zu Ereignissen wie der Machtergreifung, dem Attentat vom 20. Juli 1944 oder der „Reichskristallnacht“ – von Anfang an als kollektiver Fixpunkt im städtischen Gedächtnis verankert.“
Bis in die 1960er Jahre wurde die große Aufbauleistung der Nachkriegszeit vor dem düsteren Hintergrund der Zerstörung hervorgehoben. Die Geschichte des Nationalsozialismus in Hamburg wurde auf eine dunkle Trümmerzeit reduziert, die durch den Aufbau nach der Stunde Null bewältigt worden sei. Das Hamburger Echo erinnerte 1953 an die „Todesverachtung“ und den „stillen Heldenmut“ der Lebenden in der „Vaterstadt“. In den 1980er Jahren mit Kriegsangst und Abrüstungsdebatten dienten die Bombennächte als Argument gegen Atomraketen und Wettrüsten. Die Bombenopfer standen im Mittelpunkt und die politisch Verfolgten, Holocaust und Konzentrationslager standen zurück. Als in den 1990er Jahren rechtsextreme Überfälle in Rostock-Lichtenhagen und Hoyerswerda die Bevölkerung bewegten, erklärte Bürgermeister Henning Voscherau die problematischen Bombardierungen zur Voraussetzung einer späteren Befreiung von überlebenden Juden, Roma und vielen anderen. Im 21. Jahrhundert prägte dann die Verständigung ehemaliger Kriegsgegner die Jahrestage, wobei Bürgermeister Olaf Scholz 2013 Aufbaumythen sowie Helden- und Durchhaltegeschichten kritisch ansprach und auf die Todesfabriken des NS-Regimes verwies, die während der Operation Gomorrha weiterliefen.
Rechte Vereinnahmungsversuche des Bombenkriegs motivierten Gewerkschaften, Kirchen, Vereine und Initiativen unter der Schirmherrschaft der Deutschen Kriegsgräberfürsorge, seit 2008 zu den Jahrestagen das Ohlsdorfer Friedensfest mit Theaterprojekten, Jugendarbeit, Lesungen, Diskussionsveranstaltungen und künstlerischen Präsentationen abzuhalten.

### Friedhof Ohlsdorf

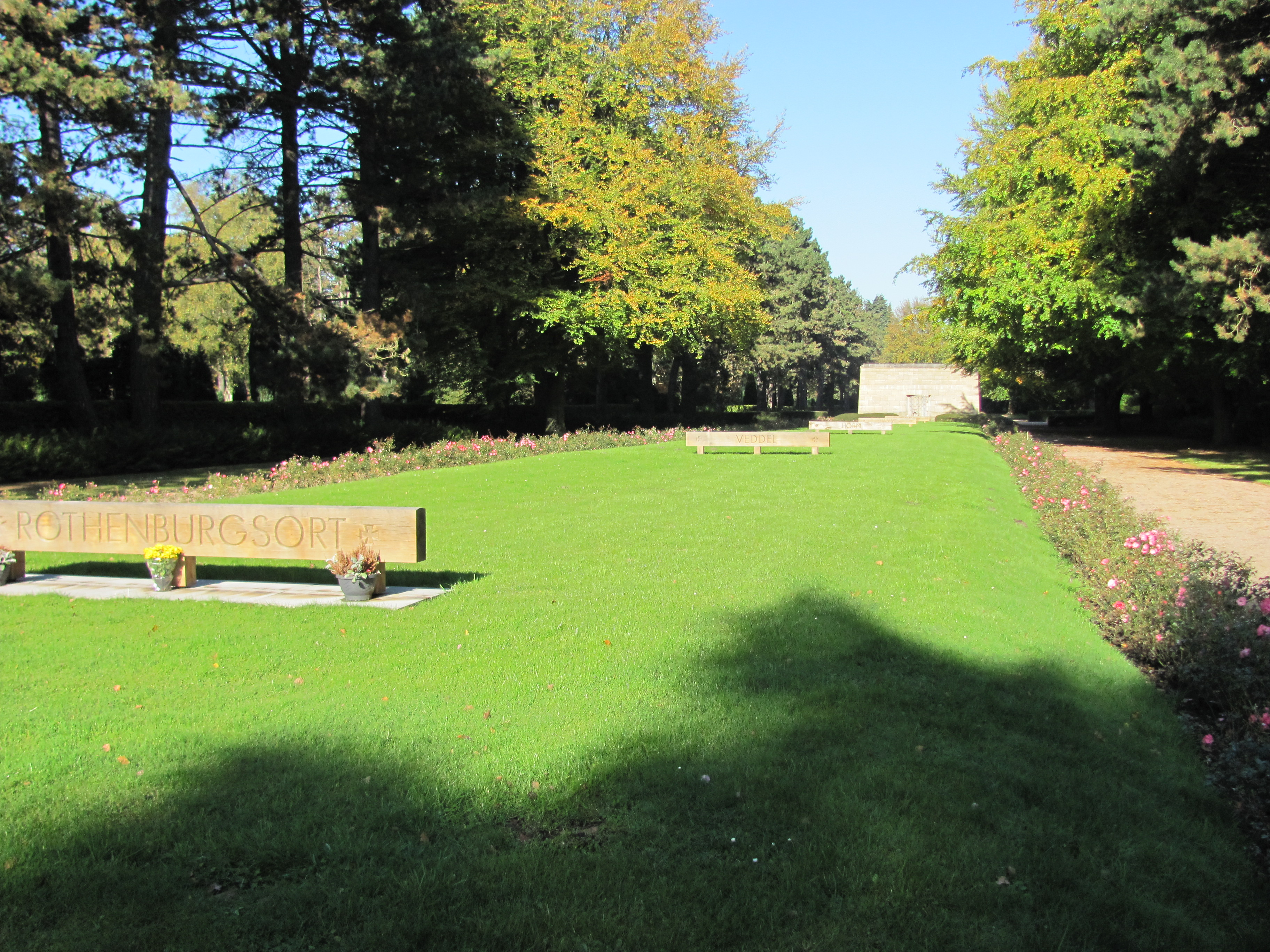
Südseite des Bombenopfer-Sammelgrabs mit Mahnmal auf dem Friedhof Ohlsdorf

Auf dem Friedhof Ohlsdorf befindet sich die Kriegsgräberstätte Bombenopfer Hamburg-Ohlsdorf. Sie umfasst die Bombenopfer-Einzelgrabanlage und ein großes kreuzförmig angelegtes Massengrab mit breiten Armen von über hundert Meter Länge zwischen Eichen- und Kirschenallee. Im Mittelpunkt dieser kreuzförmigen Fläche wird der hier beigesetzten 36.918 Bombenopfer mit dem Mahnmal von Gerhard Marcks gedacht. Dargestellt ist der Totenfährmann Charon, der ein Brautpaar, einen Mann, eine Mutter mit Kind und einen Greis über den Acheron setzt. Das Denkmal wurde am 16. August 1952 unter starker Beteiligung der Bevölkerung eingeweiht und ist bis heute der Ort für die offiziellen Kranzniederlegungen des Hamburger Senats.

### Zentrale Gedenkstätte St. Nikolai

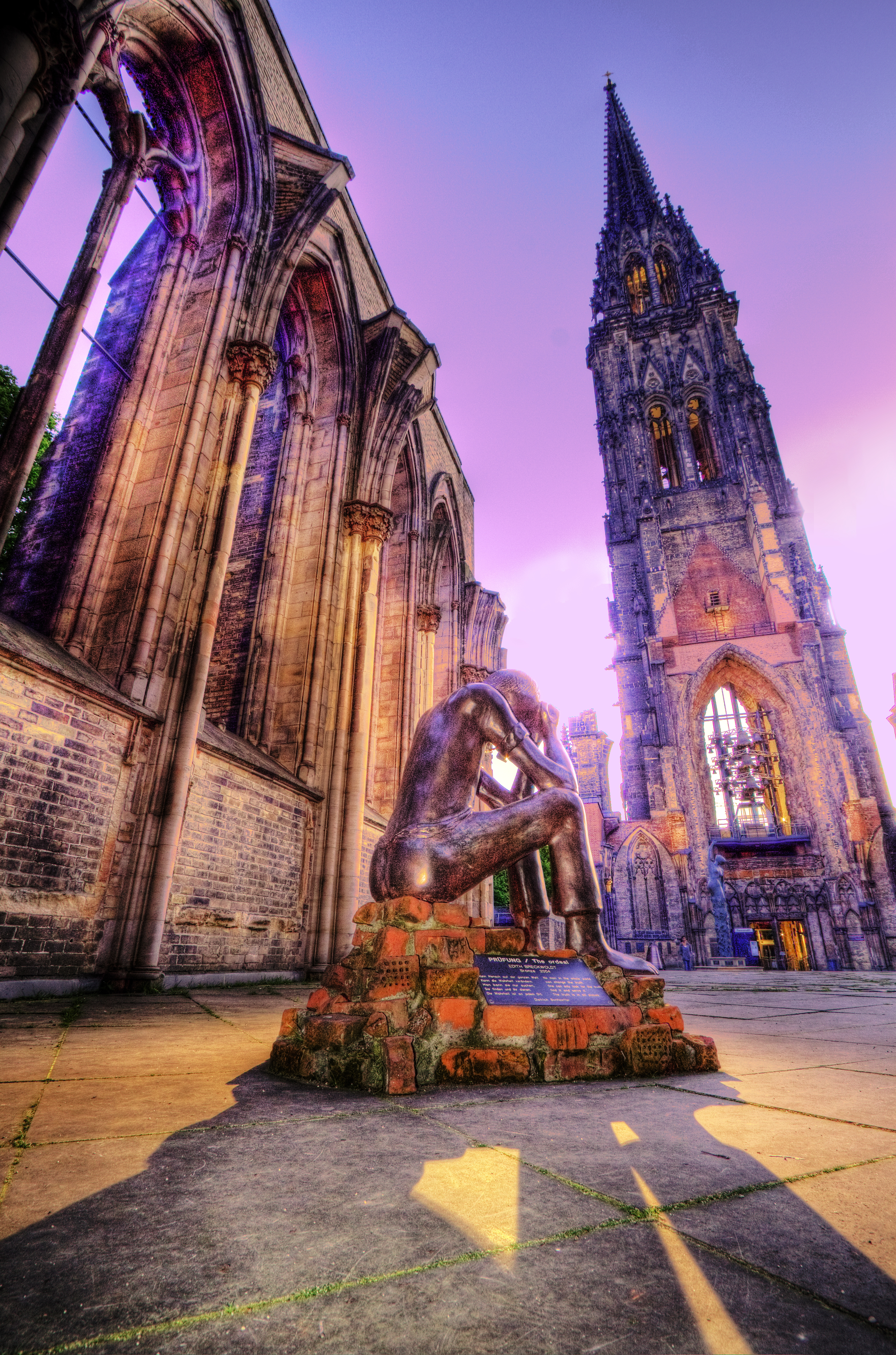
Ruine der St.-Nikolai-Kirche als zentrale Gedenkstätte

Als weitere zentrale Gedenkstätte dient die Turmruine der ehemaligen Hauptkirche St. Nikolai in der Hamburger Innenstadt.

### Weitere Mahnmale in den Stadtvierteln

#### Dammtor
Am Dammtor wurde als Gegendenkmal zum traditionellen Kriegerdenkmal (mit seiner überwiegend als kriegsverherrlichend angesehenen Inschrift) das vierteilige „Mahnmal gegen den Krieg“ vom Bildhauer Alfred Hrdlicka entworfen. Nur zwei Teile wurden realisiert: Das Denkmal „Hamburger Feuersturm“ – eingeweiht am 8. Mai 1985 zum vierzigsten Jahrestag der Befreiung vom Faschismus – sowie das Denkmal für die KZ-Häftlinge „Fluchtgruppe Cap Arcona“, das am 29. September 1986 folgte. Diese befinden sich, zusammen mit dem Deserteurdenkmal von 2015, am Ostrand des Parks Planten un Blomen, am Fußweg zwischen der alten Oberpostdirektion und dem Dammtor-Bahnhof.

#### Barmbek, Hamburger Straße
Auf der Fußgängerinsel zwischen Hamburger Straße und Oberaltenallee beim Winterhuder Weg erinnert seit dem 30. Juli 1985 ein Mahnmal der Bildhauerin Hildegard Huza an 370 Menschen, die in der Nacht auf den 30. Juli 1943 in einem nahegelegenen Schutzraum erstickten. Es zeigt einen fast lebensgroßen Menschen aus Stein, der sich in einer Mauerecke schutzsuchend niederkauert.

#### Hamm
Auf dem Alten Hammer Friedhof wurde 2006 ein eisernes „Totenhaus“ des Künstlers Ulrich Lindow eingeweiht, das sowohl an die Verbrechen des Nationalsozialismus als auch an die Bombenopfer des Jahres 1943 erinnert. Im Innern des Mahnmals befindet sich die einzige erhaltene Glocke der ebenfalls zerstörten alten Hammer Kirche, die jeden Freitag um 15 Uhr zum Gedenken ertönt. Ebenfalls in Hamm befindet sich das Bunkermuseum Hamburg in einem unterirdischen Röhrenbunker im Hof der Wichernkirche.

#### Rothenburgsort
Das Feuersturm-Mahnmal von Volker Lang in Rothenburgsort im Carl-Stamm-Park, Billhorner Deich/Ecke Marckmannstraße ist ein schwarz verputztes Haus, das an den Feuersturm in Rothenburgsort im Jahr 1943 erinnert. Es stellt in verkleinertem Maßstab ein Terrassenhaus der Arbeiterquartiere in Rothenburgsort vor der Bombardierung dar. Das Denkmal wurde am 21. November 2004 eingeweiht. Im Inneren sind Schriftfragmente von Zeitzeugen und Schriftstellern angebracht. Am 70. Jahrestag wurde zum Gedenken nach einem Gottesdienst ein Kranz am Mahnmal niedergelegt.

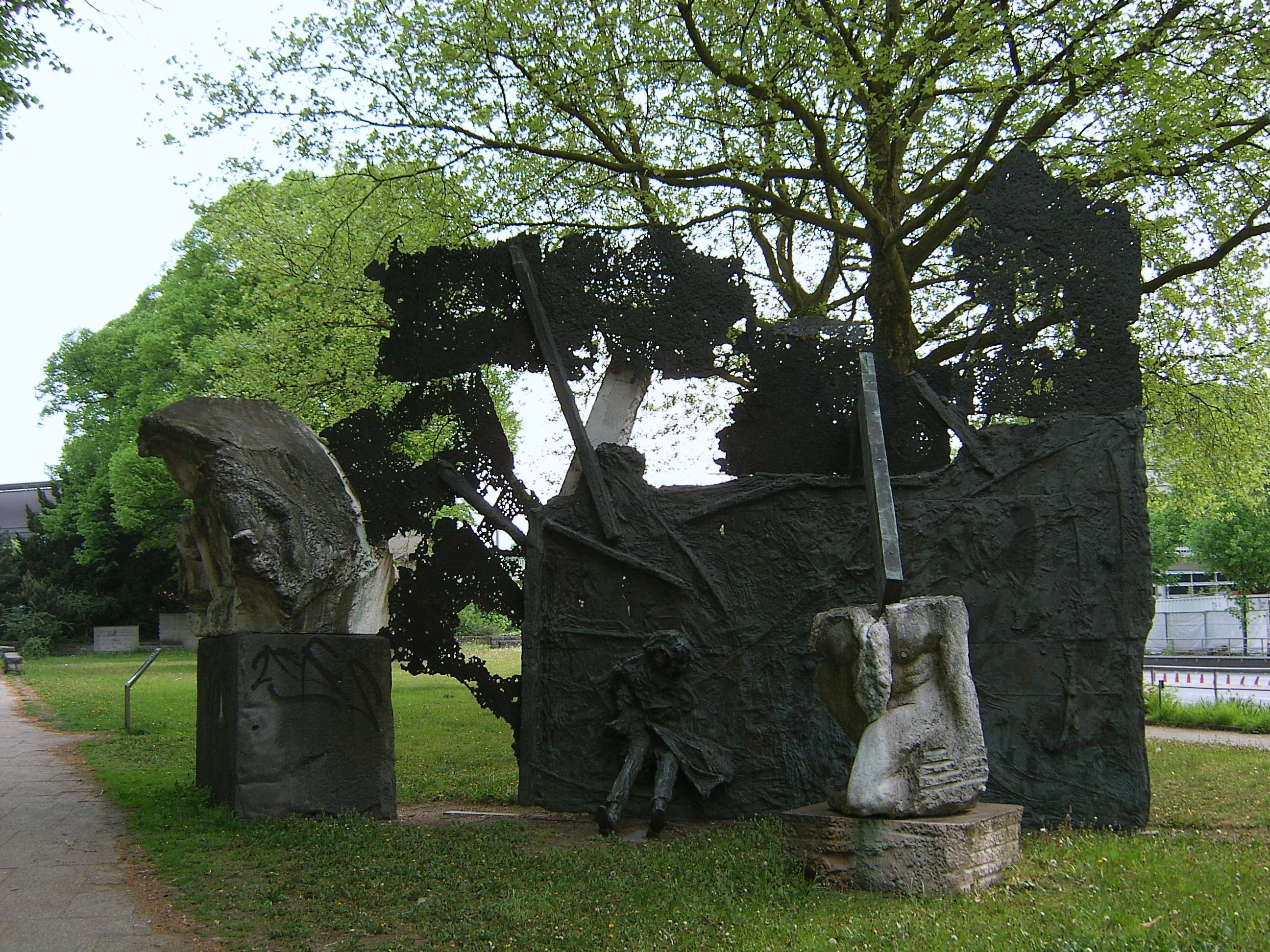
Dammtor
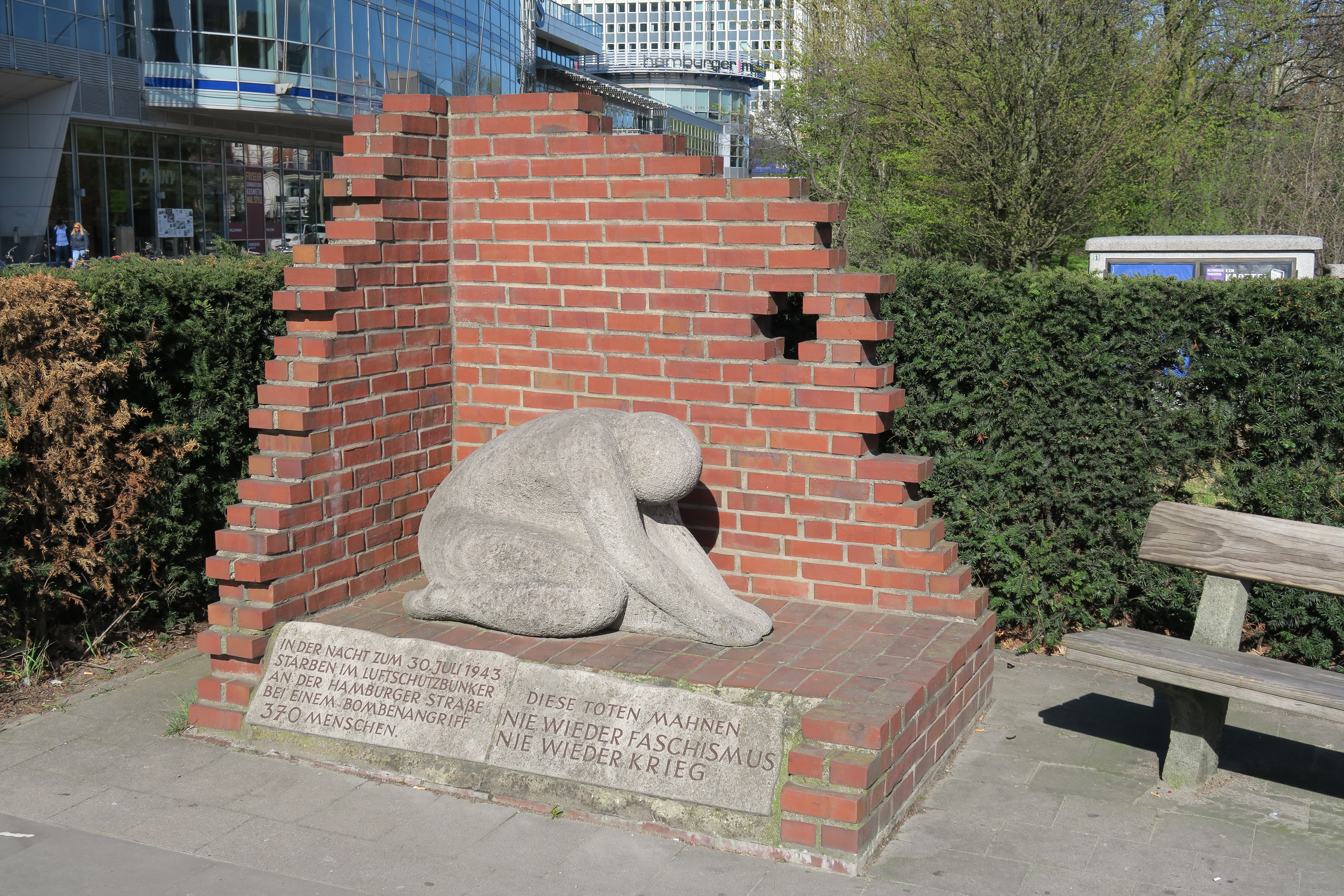
Barmbek-Süd (Hamburger Straße)
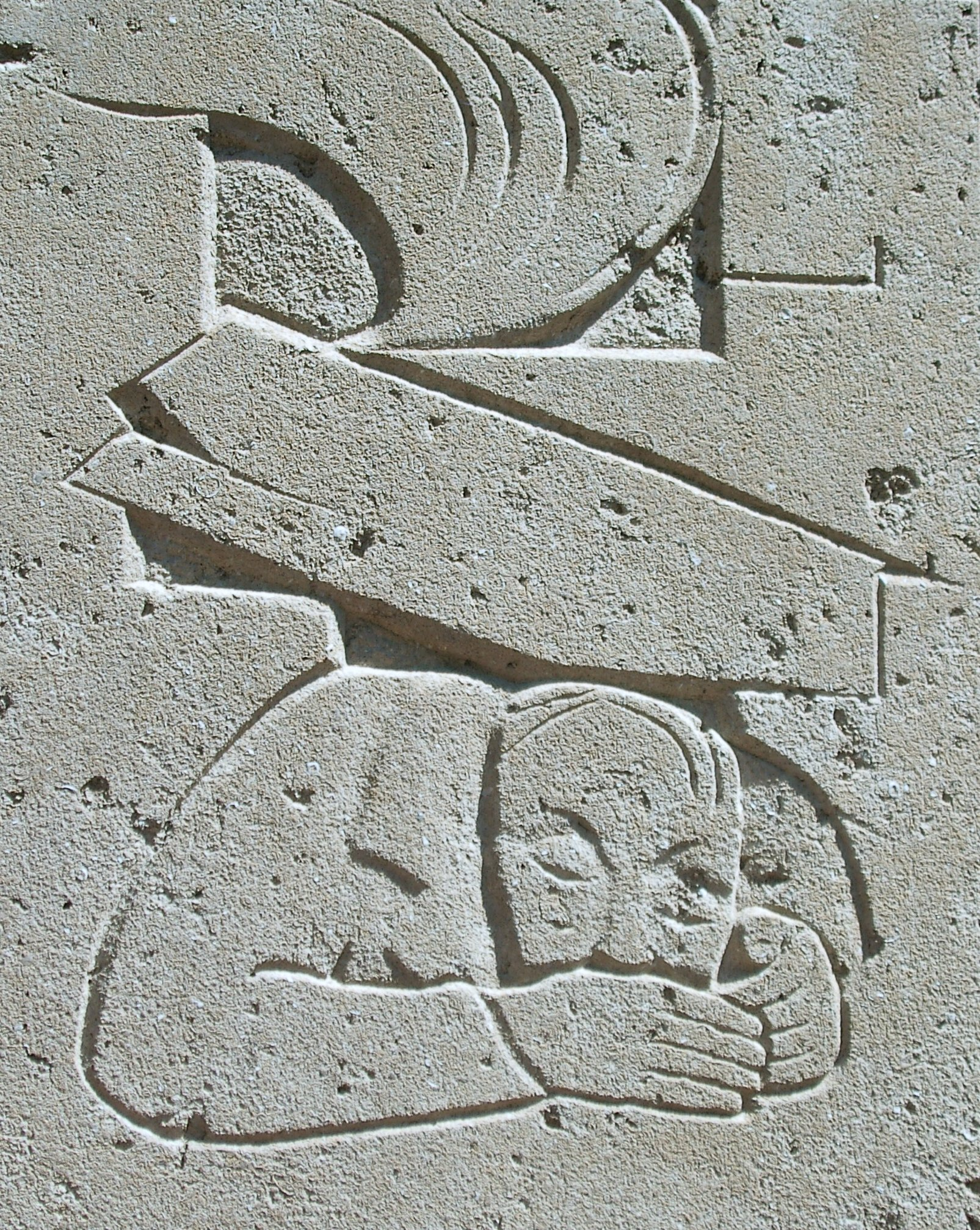
Dulsberg
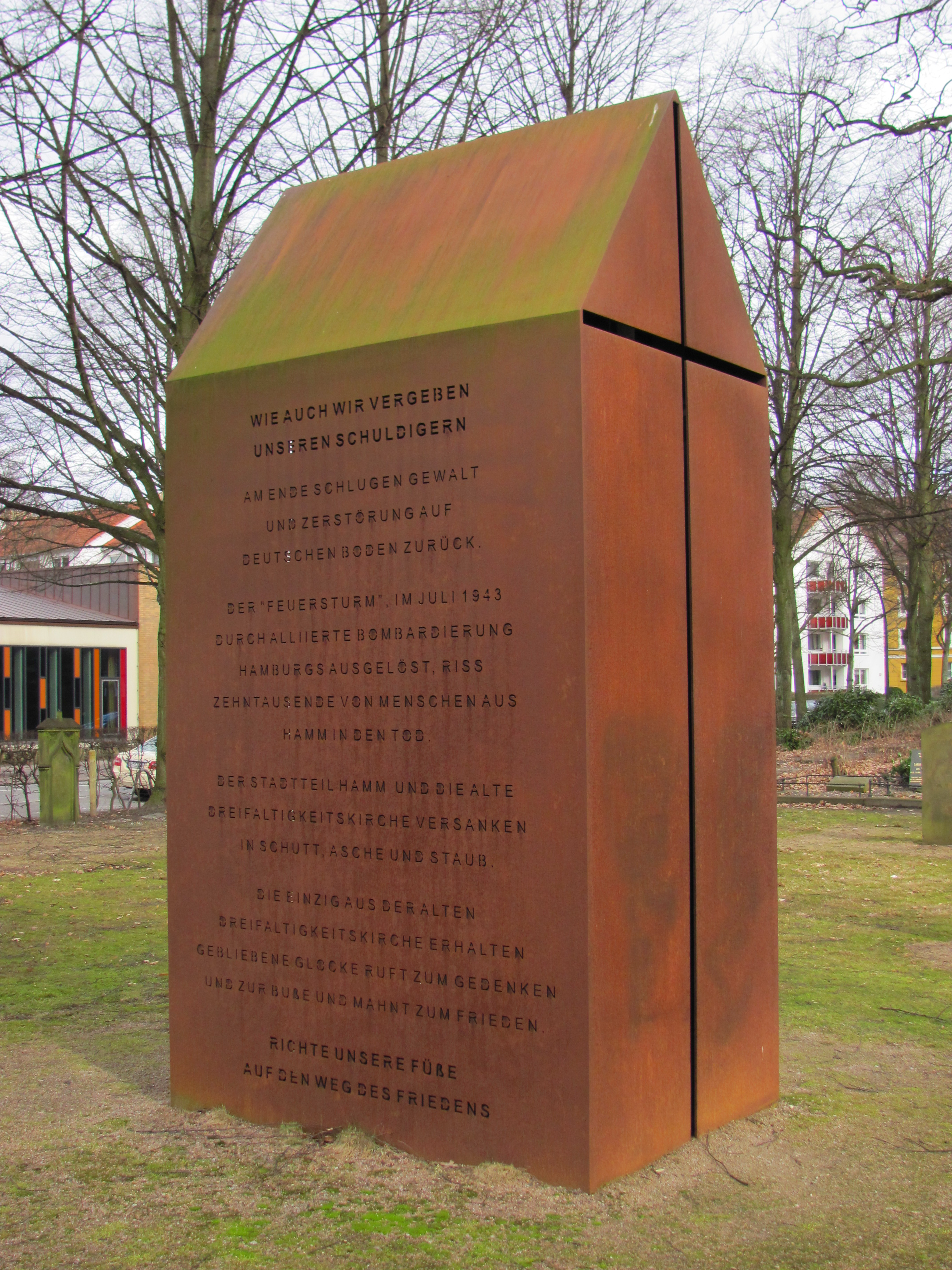
Hamm
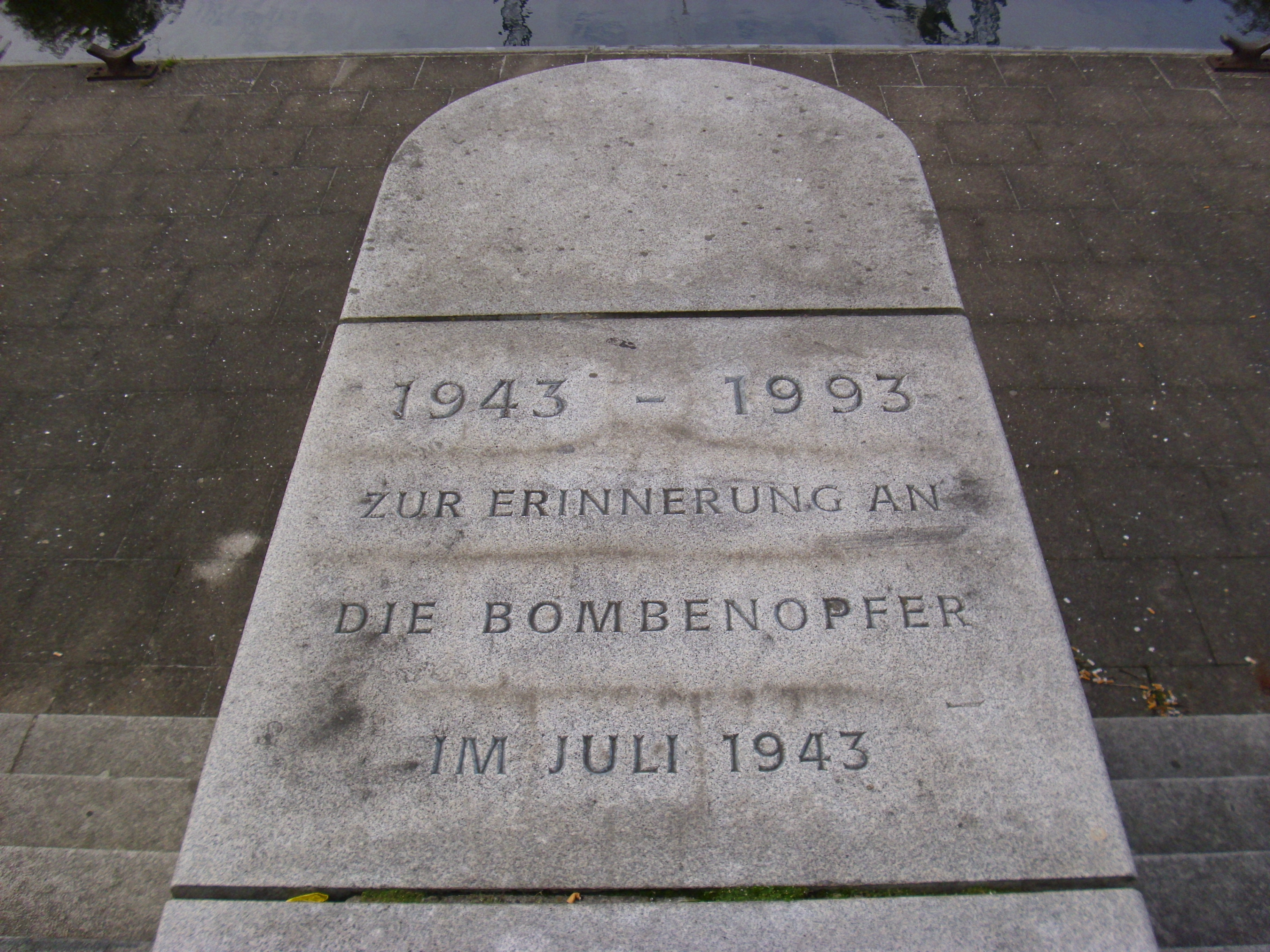
Hammerbrook
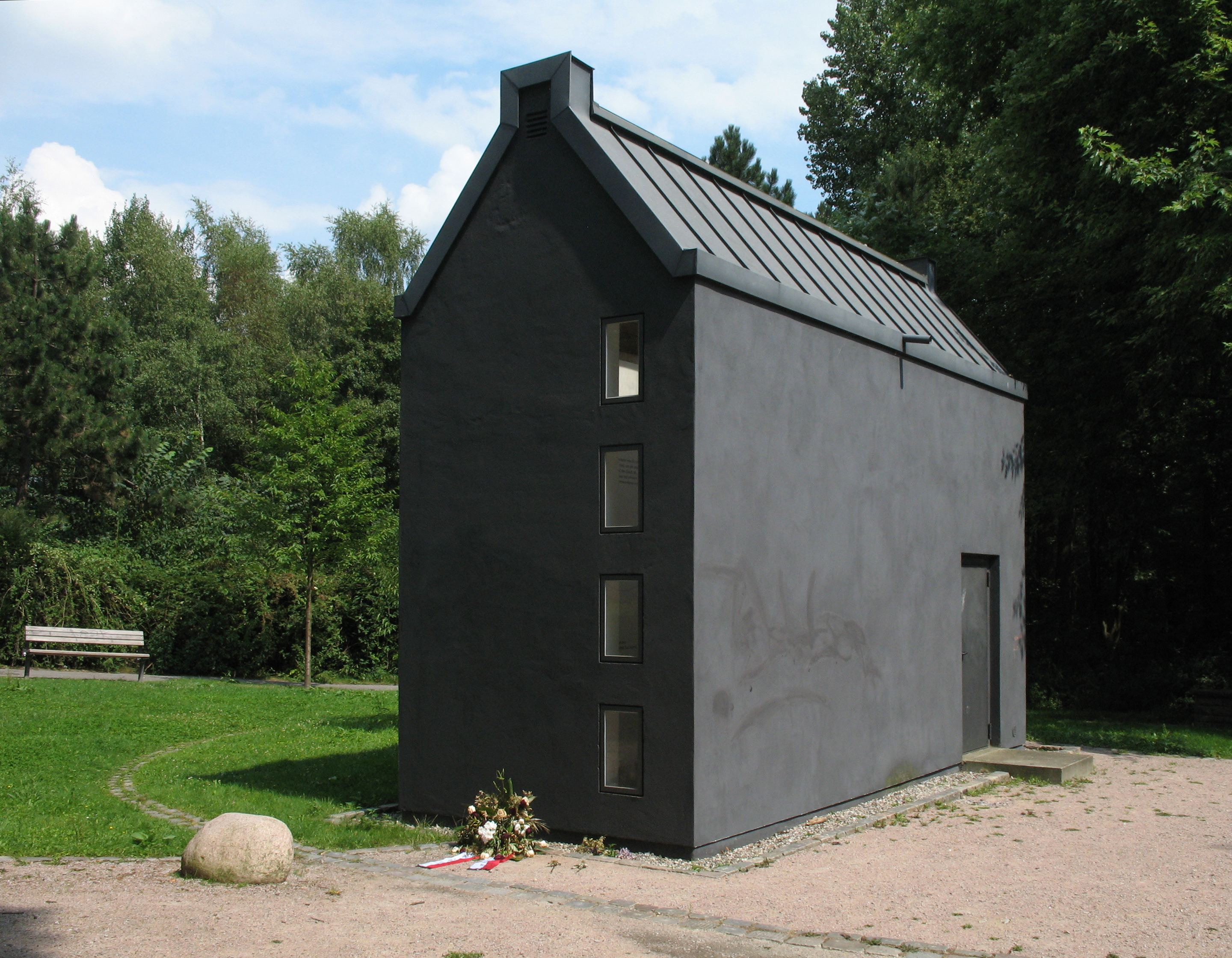
Rothenburgsort
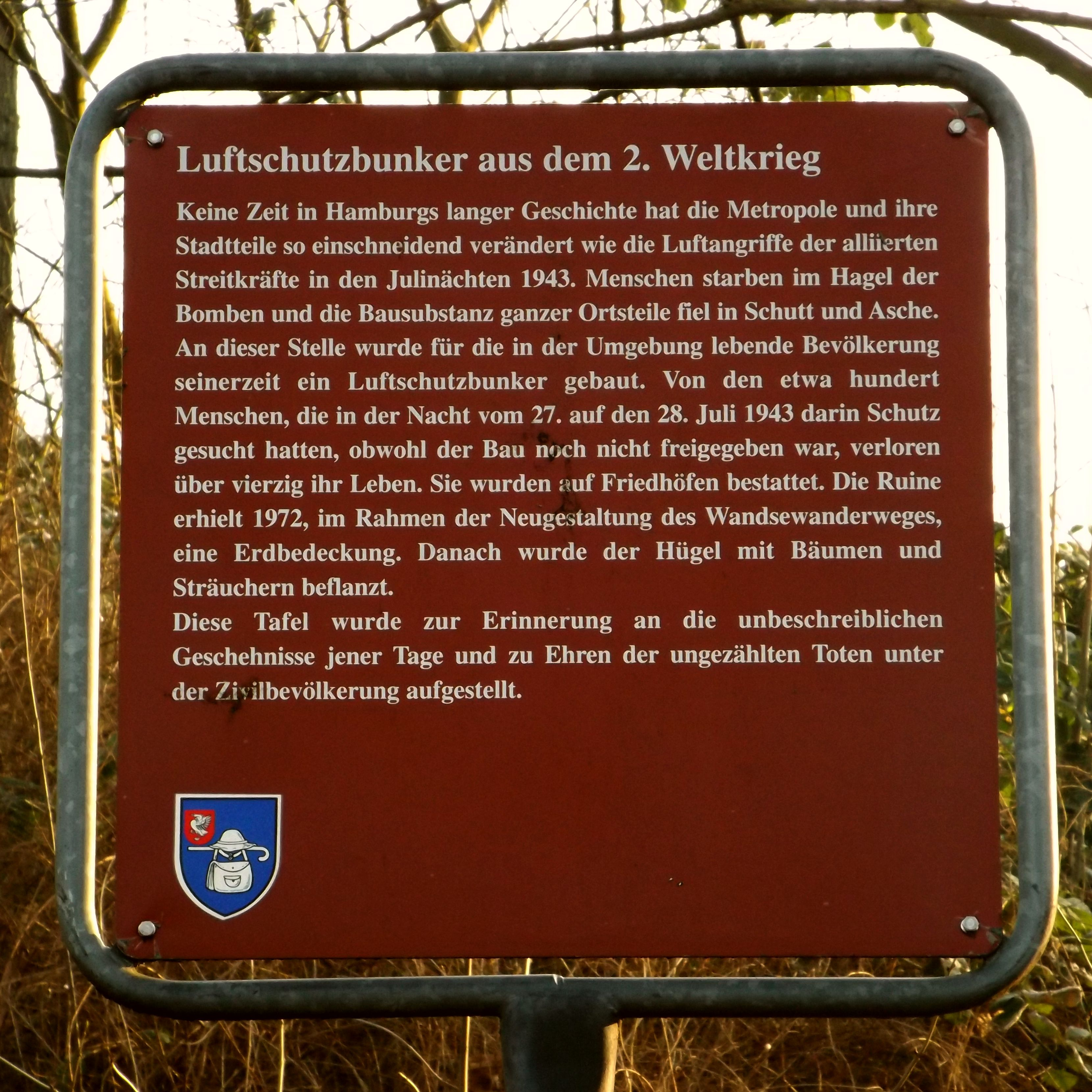
Wandsbek

#### Tontafeln an wiederaufgebauten Häusern
In den vom Bombenkrieg getroffenen Hamburger Wohnvierteln findet man an vielen Nachkriegsbauten Tontafeln mit dem Hamburger Wappen und einer Inschrift mit dem Jahr der Zerstörung und des Wiederaufbaus. Sie wurden von der Hamburger Baubehörde für Wohnbauten gestiftet, die nach den Zerstörungen 1943 unter finanzieller Förderung der öffentlichen Hand wieder aufgebaut wurden.

### Literarische Bearbeitung
Die Ereignisse des Feuersturms im Sommer 1943 wurden in zahlreichen Romanen, Erzählungen, Tagebucheinträgen und Gedichten festgehalten. Dazu kommen eine umfangreiche Fachliteratur sowie mündliche und dokumentarische Überlieferung.
In der Vorbemerkung zu einer aus Anlass des 60. Jahrestags publizierten Anthologie Hamburg 1943 (2003) schreibt der Herausgeber Volker Hage: „Kaum eine andere deutsche Stadt, Dresden vielleicht ausgenommen, hat derart viele schriftliche Zeugnisse über den Bombenkrieg hervorgebracht wie gerade Hamburg.“ Mehr als zwanzig Autoren haben Texte zu dem Werk beigesteuert, darunter namhafte wie Wolf Biermann, Wolfgang Borchert, Hubert Fichte, Ralph Giordano, Hans Erich Nossack, Uwe Timm, aber auch solche wie Otto Erich Kiesel und Hans Leip, die außerhalb Hamburgs wenig bekannt sind.
Auch Walter Kempowski hat im Februar 2000 in einem Interview eindringlich von dem Erlebnis des Hamburger Feuersturms im Alter von 14 Jahren berichtet, abgedruckt in dem Buch Zeugen der Zerstörung: „Ich spüre es heute noch an den Augenlidern, wie es da schmerzte. Es war eine unglaubliche Hitze. Manche sind in die Fleete gesprungen, da brannte Öl auf dem Wasser, grauenhaft. Tote lagen herum: die frischen Toten und die vom Vortag – verkohlte, holzstückartige Menschen, mit herausgequollenen, roten Eingeweiden. Und da stand man als Halbwüchsiger und sah sich das an.“
Wolf Biermann hat die Flucht aus dem Feuersturm – im Alter von sechs Jahren an der Hand seiner Mutter – in der Autobiographie Warte nicht auf bessre Zeiten! (2016) ausführlich und intensiv geschildert: „Die Menschen verbrannten zu Tausenden in den von Bombenfeuern erleuchteten Nächten. Kein Gesicht, keine Farbe, keinen Geruch, kein Geräusch, habe ich je aus dem Gedächtnis verloren. Die Erinnerung an dieses Inferno ist mir eingebrannt wie sonst nichts.“ Schon vorher, Anfang 2000, hatte er in einem Interview erzählt: „Es ist eben die Hölle, es ist das Höllenfeuer. In der Hölle ist es laut, nicht nur heiß. Der Feuersturm brüllt!“ Dabei machte er sich auch über die grundsätzliche Unsicherheit allen Erinnerns Gedanken: „Wenn man eine Geschichte so oft erzählt, kann es natürlich passieren, dass sie auch abgefälscht wird, ohne dass man es merkt, ohne dass man es will. Aber ich kann Ihnen nur das liefern, was ich im Gehirn habe. Und ich glaube, es ist – trotz der langen Zeit – noch ziemlich authentisch.“
Volker Hage kam in einem Spiegel-Beitrag zu dem Fazit: „Was Hamburg angeht, lässt sich von einer thematischen Lücke in der deutschen Literatur kaum sprechen. Geschrieben worden ist viel über die Juli-Nächte 1943 – erstaunlich ist, wie viel davon schnell wieder in Vergessenheit geriet. Das mag zum Teil mit der literarischen Qualität zu tun haben (ein Text wie Nossacks Untergang bleibt eine gültige, zu Recht viel gerühmte Darstellung der Tragödie), es hat aber gewiss auch mit einer prinzipiellen, bis heute anhaltenden Abwehr des Themas zu tun. Niemand wohl kann die Schreckensschilderungen lesen, ohne irgendwann genug davon zu haben – und zwar fast unabhängig von der Frage der Darstellungsweise.“

## Filme
- Operation Gomorrha – Die Zerstörung Hamburgs. NDR-Dokumentarfilm, 118 Min., Regie: Hans Brecht, Deutschland 1983.
- Der Hamburger Feuersturm 1943. Dokumentarfilm, 120 Min., Regie: Andreas Fischer. Deutschland 2009. Erstausstrahlung: NDR 14. Juli 2009.
- Alltag in Trümmern – Hamburg nach dem Feuersturm. Spiegel TV 2013/.ZDF Info 2014. Regie: Andreas Hancke, Ute Wiedemyer; Kamera Bernd Zühlke. 44 Minuten.

## Ausstellung
- 2023: Ausgebombt! Hamburgs Gomorrha und die Folgen, Hamburg, Universitätsbibliothek der Helmut-Schmidt-Universität, 8. Mai 2023 bis 29. September 2023 (online)